# Miguel Abensour
Miguel Abensour, né le 13 février 1939 à Paris et mort dans la même ville le 22 avril 2017, est un politologue et philosophe français.
D'abord professeur de science politique à Dijon puis à l'université de Reims, il enseigne ensuite à l'université Paris VII-Denis-Diderot dont il devient professeur émérite. En parallèle, il collabore à des revues de sciences sociales, il dirige la collection éditoriale « Critique de la politique » et il préside le Collège international de philosophie.
Dans la seconde moitié du XXe siècle, Abensour œuvre au retour de la philosophie politique en France en suivant plusieurs axes : réfléchir l'auto-émancipation des dominés, penser la politique contre la sociologie politique, prolonger les intuitions de la première « Théorie critique ».
Concrètement, outre la publication de textes critiques de la politique dans sa collection éditoriale, il étudie des écrits et analyse des faits politiques. Des écrits : attentif aux controverses sur le legs, le déroulement et l'historiographie de la Révolution française, il interroge les contradictions des révolutionnaires et il commente leurs textes ; accompagnant la redécouverte de Karl Marx, notamment ses écrits de jeunesse, il entend démarquer la pensée de Marx de la pensée marxiste. Des faits : après l'advenu du Troisième Reich et la Shoah, après le fascisme italien et face à l'URSS stalinienne et la Chine maoïste, il questionne la nature de ces systèmes totalitaires où la domination se répand et où la politique disparaît ; d'autre part, quand nombre de chefs d'État ou de gouvernement se réclament de la démocratie libérale, il conserve et creuse la distinction entre le gouvernement représentatif et la démocratie, dont il examine les formes au cours de l'histoire.
Dans la même perspective critique, il étudie les écrits des penseurs de l'utopie (comme Thomas More, Pierre Leroux ou Emmanuel Levinas). Contestant les filiations qui font de l'utopie la matrice des totalitarismes du XXe siècle, il explore les utopies (politiques, littéraires, philosophiques, ainsi que les expériences concrètes) et découvre un « nouvel esprit utopique ». Plus encore, concevant l'être humain comme un être « an-archique » (c'est-à-dire sans fondement ni commandement), il avance que tout être humain est par essence un « animal utopique ».
L'influence de l'œuvre de Miguel Abensour se déploie sur différents plans. D'abord sur le plan éditorial : inaugurée en 1974, sa collection « Critique de la politique » continue de diffuser des textes de l'École de Francfort et poursuit son exploration du politique contre l'étatique. Ensuite sur le plan utopique : ses travaux qui réévaluent positivement la place de l'utopie dans l'histoire de la modernité offrent de nouvelles perspectives de recherches. Enfin sur le plan démocratique : sa conception d'une « démocratie insurgeante » (située dans le spectre de la démocratie radicale) suscite autant l'intérêt que des critiques.

## Biographie

### Enfance et adolescence
Miguel Abensour est né le 13 février 1939 à Paris de parents venus d'Algérie française quelques mois avant le début de la Seconde Guerre mondiale,.
Sous l'Occupation, Abensour doit vivre caché car son père est juif. Ainsi, ses parents et lui-même quittent Paris et s'installent dans un village des Basses-Pyrénées,. Après la Seconde Guerre mondiale, son père travaille comme interprète d'allemand au procès de Nuremberg ; dans les dossiers de ce dernier, il découvre des photographies de déportés et des camps de concentration nazis .
En 1957 durant la Guerre d'Algérie, Abensour passe une partie de l'été à Oran d'où il revient choqué par les tensions qui minent les communautés. À son retour, alors que son père souhaite qu'il devienne avocat, il suit des études de philosophie politique.

### Carrière universitaire
Miguel Abensour commence sa carrière universitaire comme professeur assistant en science politique à l'université de Dijon en 1962, mais dès 1964 il quitte ce poste pour travailler au CNRS,.
En 1973, Abensour est reçu 1er au premier concours de l'agrégation de science politique,,. La même année, il obtient un doctorat en science politique après la soutenance d'une thèse d'État intitulée Les formes de l'utopie socialiste-communiste : Essai sur le communisme critique et l'utopie, dirigée par Charles Eisenmann puis par Gilles Deleuze (Georges Lavau figure dans le jury).
Au début des années 1980, Abensour est nommé à l'université de Reims où il est chargé de diriger le DEA de philosophie politique ; sur place, il crée une revue et le Centre de philosophie politique,, où Claude Lefort et Pierre Clastres donnent des conférences. En 1983, Abensour commence à tenir des séminaires de philosophie au Collège international de philosophie, dont il devient le président de 1985 à 1987.

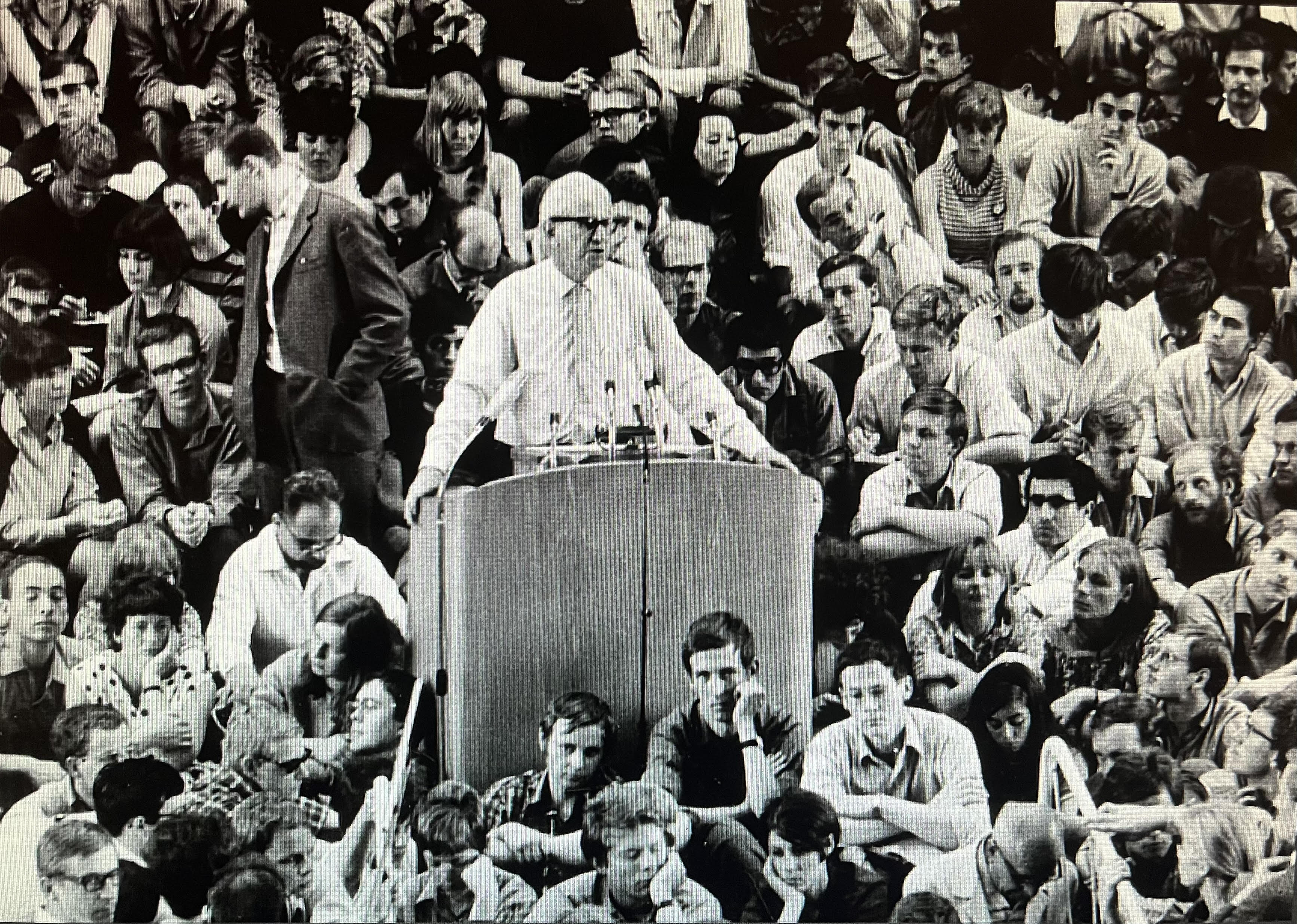
Photographie du philosophe Herbert Marcuse donnant une conférence à Berlin-Ouest (RFA) en 1967. C'est en étudiant des textes de Marcuse que Miguel Abensour découvre l'École de Francfort.

Enfin, en 1990 Abensour est nommé professeur de science politique l'université Paris-VII-Denis-Diderot où il enseigne jusqu'au terme de sa carrière, et dont il est professeur émérite,. Au sein de cette université, il est membre du Centre de Sociologie des Pratiques et des Représentations Politiques (CSPRP),,.
Comme professeur, Abensour dirige les thèses de doctorat de penseurs et de philosophes qui participent au renouvellement de la question politique en France dans les années 1980-1990 : Jean-Michel Besnier, Luc Ferry, Philippe Raynaud et Étienne Tassin. Il prend sa retraite en 2003.

### Parcours intellectuel

#### De revue en revue
En parallèle de ses activités universitaires Miguel Abensour collabore à de nombreuses revues, dont certaines contribuent au retour de la philosophie politique en France au tournant des années 1980,.
D'abord compagnon de route de la revue Utopie fondée par Hubert Tonka en 1967, au début des années 1970 Abensour collabore à la revue Textures créée par Marc Richir, ; en 1977, avec Cornelius Castoriadis, Pierre Clastres, Marcel Gauchet, Claude Lefort et Maurice Luciani, il co-fonde la revue Libre (dont le sous-titre est  « Politique - Anthropologie - Philosophie »),,. De 1982 à 1984, il collabore à la revue créée par Claude Lefort, Passé-Présent, ; en 1983, il lance les Cahiers de philosophie politique quand il enseigne à l'université de Reims, ; et en 1992, au sein du CSPRP de Paris-VII, il prend part à la création de la revue Tumultes dirigée par Sonia Dayan-Herzbrun,.
Enfin, juste avant son décès en 2017, Abensour co-fonde avec Michèle Cohen-Halimi, Katia Genel, Anne Kupiec, Gilles Moutot et Géraldine Muhlmann la revue Prismes (dont le premier volume paraît en 2018),.

#### À la tête d'une collection éditoriale
En 1974, Miguel Abensour fonde la collection éditoriale « Critique de la politique » aux éditions Payot, (désormais chez Klincksieck).
Abensour éclaire l'expression « Critique de la politique » dans un manifeste,, : avant toute chose, il faut dissocier la domination de l'exploitation et persévérer dans une critique sociale de la domination et de ses formes nouvelles. Précisément : d'abord, il faut refuser la sociologie politique qui tend à faire de la politique une science ; ensuite, il faut se placer du côté des dominés ; enfin, il faut se demander pourquoi la majorité des dominés ne se révolte-t-elle pas,.

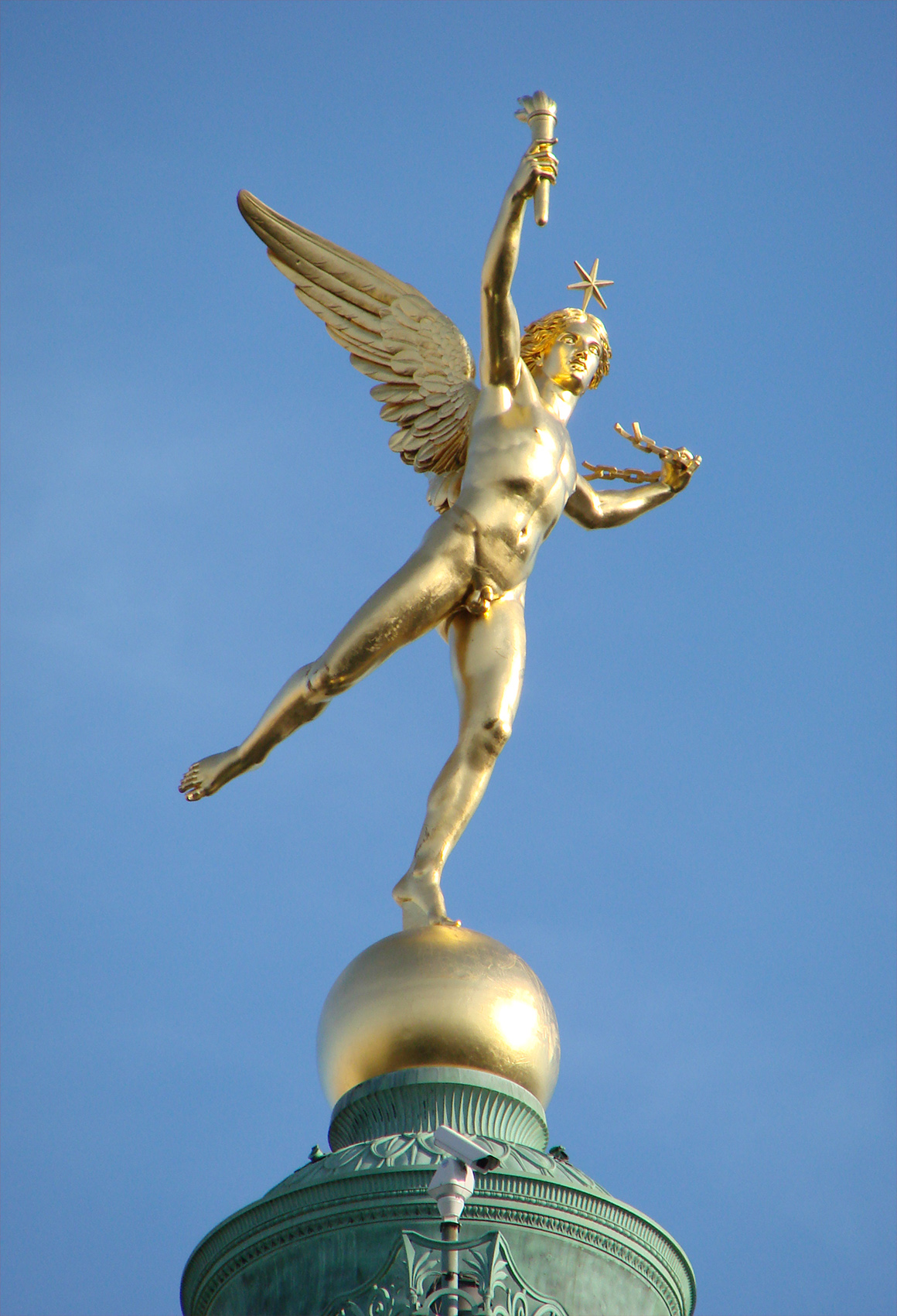
À la fin des années 2000, la silhouette du Génie de la Liberté (1836) apparaît sur les couvertures des livres de la collection « Critique de la politique », fondée par Miguel Abensour aux éditions Payot.

Dans sa collection, il fait traduire des auteurs étrangers (comme Joseph R. Strayer ou Karl Löwith), il publie des textes inédits (comme La Révolution par l'État de Louis Mercier-Vega) et il réédite des ouvrages épuisés (comme Philosophie de l'histoire de France d'Edgar Quinet),. Aussi, il contribue à diffuser en France les écrits des membres de l'École de Francfort (comme Max Horkheimer, Theodor W. Adorno ou Jürgen Habermas) en proposant des traductions de leurs articles et de leurs livres,.
Exerçant le métier d'éditeur en philosophe, Abensour envisage chaque titre publié dans sa « Critique de la politique » comme une intervention politique dans l'espace public,.

#### Au Collège international de philosophie
Dans les années 1980, Miguel Abensour s'engage dans l'aventure du Collège international de philosophie. Il y tient d'abord des séminaires comme directeur de programme, avant d'y présider l'assemblée collégiale.
Pendant l'année 1983, Abensour propose des séminaires où l'œuvre de Karl Marx est lue à la lumière du « moment machiavélien » de John G. A. Pocock ; en 1984, il interroge la pratique de la philosophie en s'appuyant sur les écrits du philosophe Pierre Leroux ; en 1985 et 1986, ses séminaires explorent le « nouvel esprit utopique » à travers les écrits de Theodor W. Adorno, Walter Benjamin et Emmanuel Levinas ; en 1987, il aborde une triple problématique : « Le politique, le cosmopolitique et l’idée d’humanité ».
Élu président du Collège international de philosophie de novembre 1985 à décembre 1987, à la suite de Jacques Derrida et Jean-François Lyotard,,, Abensour initie les directions de programme et l'assemblée collégiale. Aussi, il fonde la collection « Bibliothèque du Collège international de philosophie » aux éditions Aubier et lance les Cahiers du Collège international de philosophie. Enfin, sa présidence est marquée par le colloque « Heidegger : Questions ouvertes » de mars 1987 qu'il organise avec Éliane Escoubas ; à ce colloque, Emmanuel Levinas prend la parole pour évoquer son rapport au philosophe allemand Martin Heidegger,.
Autrement, en mai 1988 Abensour coordonne avec Chantal Mouffe des « journées de travail » intitulées « Justice, communauté, liberté. Une controverse en philosophie politique » ; des journées au cours desquelles s'expriment différents penseurs, dont Claude Lefort, Bernard Manin, Quentin Skinner, Charles Taylor et Michael Walzer.

#### Brouilles, ruptures et amitiés intellectuelles
Au cours de sa vie, Miguel Abensour se lie d'amitié avec de nombreux penseurs, tels Anne Kupiec, Jacques Taminiaux ou Sophie Wahnich. Parmi d'autres penseurs, il se brouille et rompt avec Claude Lefort et Marcel Gauchet, mais il reste fidèle à Maximilien Rubel et Louis Janover.
Dans les années 1970-1980, Abensour et Claude Lefort collaborent dans différentes revues (Textures, Libre et Passé-Présent) ; néanmoins, Abensour prend ses distances avec Lefort à partir des années 1990. Leur brouille prend sa source dans leurs interprétations divergentes des actions des révolutionnaires Louis Antoine de Saint-Just et Maximilien de Robespierre : d'abord, Abensour estime que Lefort commet une erreur en rapprochant les conceptions politiques de Saint-Just de celles du Marquis de Sade, ; ensuite, il reproche à Lefort de suivre l'interprétation furétiste des actions de Robespierre, c'est-à-dire de voir dans celles-ci les prodromes du totalitarisme,. Finalement, il rompt avec Lefort quand ce dernier abandonne l'idée de « démocratie sauvage » et choisit la démocratie libérale. Précisément, il reproche à Lefort de concevoir une idée de démocratie où l'État est une institution sociale nécessaire (d'une part, l'État serait le garant des droits acquis et revendiqués par la société civile ; d'autre part, l'État serait cette institution qui assure l'unité de la société).
Dans les années 1970, Abensour et Marcel Gauchet collaborent dans deux revues (Textures, Libre) et ils rédigent ensemble le texte « Les leçons de la Servitude et leur destin » (1976), ; cependant, Abensour prend ses distances avec celui-ci dès les années 1980, lorsque la revue Libre cesse de paraître et quand Gauchet devient le rédacteur en chef de la revue Le Débat. En 2000, la rupture est définitive quand Gauchet accuse Abensour d'être l'un des chefs de file du « révoltisme »,,. Par ce terme, Gauchet pointe l’attitude d’une gauche antitotalitaire qui concilie mal son amour de la démocratie et sa posture ultracritique : d'après lui, l’esthétique de l’intransigeance et le culte de la rupture ne peuvent cohabiter avec l’idée de gouvernement en commun. Dans sa réponse, Abensour renvoie dos à dos ces critiques et fait sien le qualificatif de « révoltiste » : alors que Gauchet (actant la fin de l’horizon révolutionnaire et l’établissement du fait libéral) oppose révolution et démocratie, Abensour avance que cette opposition est nulle puisque (comme l'esquisse Karl Marx dans sa critique du droit politique hégélien) l'essence de la démocratie ne peut se comprendre que comme un travail continu de résistance et de destruction de la forme-État (en d'autres termes : la démocratie poursuit la révolution),,,.

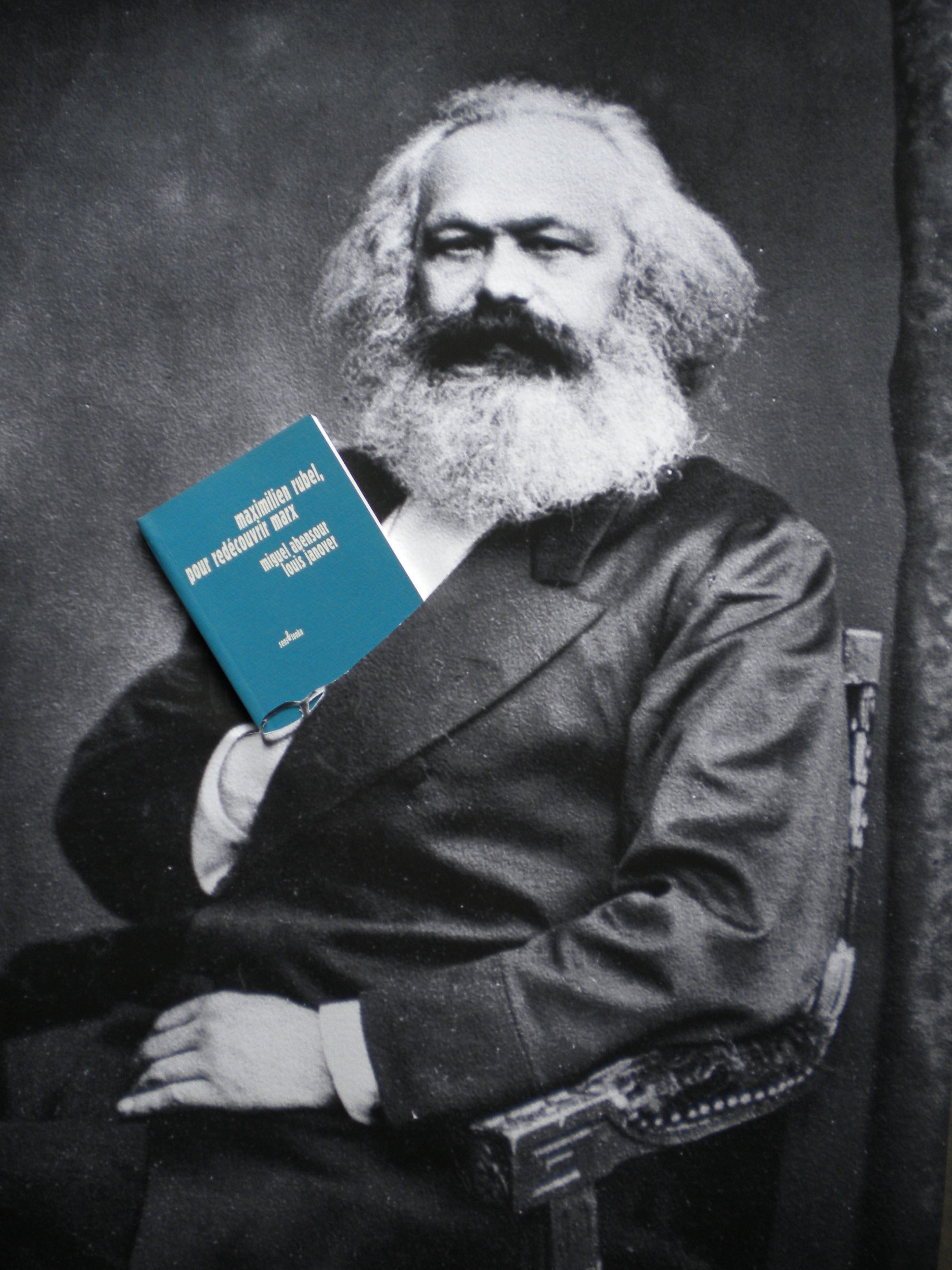
Photomontage de Karl Marx avec le livre écrit par Miguel Abensour et Louis Janover : Maximilien Rubel, pour redécouvrir Marx (2008).

Autrement, Abensour côtoie et parcourt du chemin avec Maximilien Rubel. Lors de la parution des Œuvres Complètes de Karl Marx en Pléiade sous la direction de Rubel, il publie un article intitulé « Pour lire Marx » dans lequel il défend le travail éditorial mené par Rubel. Car il partage avec ce dernier la thèse d’un Marx procédant à une critique de la société bourgeoise, une critique orientée vers un projet d’émancipation radicale. En 1974, au lancement de sa collection « Critique de la politique » chez Payot, il édite un recueil d'essais de Rubel ; fidèle à ce dernier, il réédite un ouvrage de Rubel lorsqu'il transfère sa collection chez Klincksieck en 2016.
Enfin, Abensour partage une amitié et un compagnonnage intellectuel avec Louis Janover, qui est l'un des collaborateurs de Rubel pour l'édition des Œuvres complètes de Marx en Pléiade. Outre la publication d'un livre de Janover dans sa collection « Critique de la politique », il demande à Janover d'écrire une préface pour la réédition du livre de Rubel : Marx critique du marxisme (2000). En mémoire de Rubel, Abensour et Janover éditent ensemble le livre Maximilien Rubel, pour redécouvrir Marx.

### Décès
Mort le 22 avril 2017  à Paris,, Miguel Abensour repose au cimetière du Père-Lachaise.

#### Archives d'Abensour
Les archives de recherches et de travail de Miguel Abensour sont conservées à l'Institut mémoires de l'édition contemporaine,.
Quant à la bibliothèque personnelle d'Abensour (plus de 7 000 livres et 1 500 revues), près de 8 000 volumes en bon état de conservation ont été donnés à l'université Paris-Diderot, puis absorbés dans les collections de l'établissement.

## Recherches et travaux

### Élaborer une philosophie politique critico-utopique
Dans ses recherches, ses travaux et ses activités éditoriales, Miguel Abensour élabore une « philosophie politique critico-utopique » qui vise l'auto-émancipation des dominés,. C'est-à-dire qu'il développe une philosophie politique qui, premièrement, mène une critique de la politique et de la philosophie politique et qui, secondement, renouvèle l'utopie afin d'instituer une communauté politique des « tous uns »,,.
Avant toute chose, en tant qu'enseignant Abensour questionne le rapport de l'activité philosophique à l'activité politique. Sans remettre en cause son apparition ni son existence, il estime que la philosophie politique, comme tradition de pensée et comme discipline académique, manque les « choses politiques », auxquelles elle prétend réfléchir : elle se les approprie sans en reconnaître leurs particularités, c'est-à-dire leurs modes d'être propres,. À la suite des réflexions de Hannah Arendt, il considère que ce manquement remonte à Platon : car ce dernier place la réflexion philosophique (la vie contemplative) au-dessus de l'action politique (la vie active). Depuis, la philosophie ne cesse de soumettre la politique à ses catégories et à ses visées qui, fondamentalement, sont tout autre que celles des femmes et des hommes qui agissent pour leur liberté,. Et depuis la philosophie politique, comme discipline inscrite dans cette tradition de pensée, perpétue la domination et étouffe toute émancipation,.

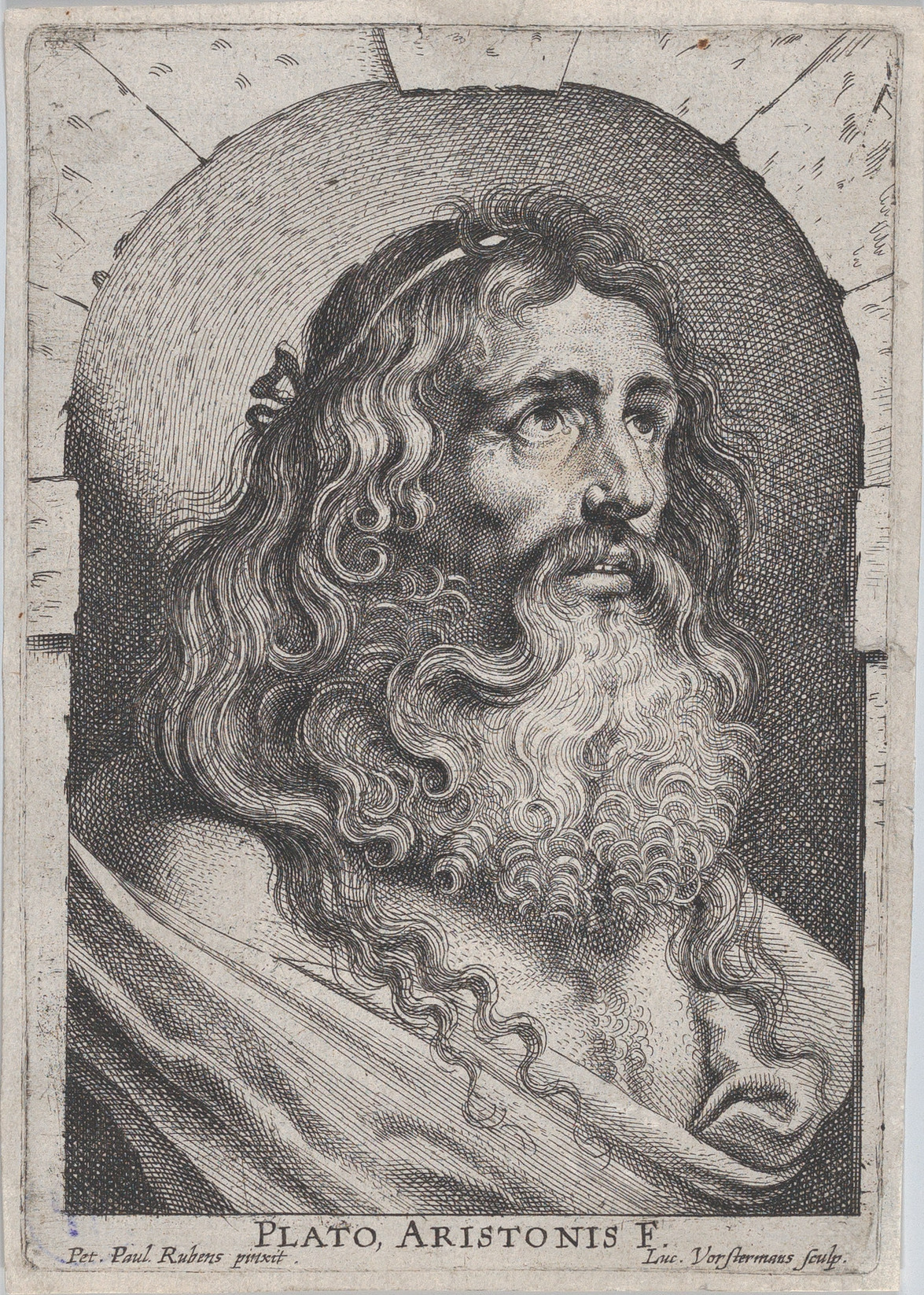
Gravure (1620) de Lucas Vorsterman représentant, en buste, le philosophe de la Grèce antique Platon.

Contre cette tradition, Abensour s'intéresse à la politique (1) et au politique (2),. D'une part (1), il s'intéresse à l'action politique, à savoir : examiner des moments où des femmes et des hommes s'associent pour agir (par exemple : quelle politique est à l'œuvre en révolution ?), ou examiner des réalisations humaines qui prolongent l'action politique sous une forme institutionnelle (par exemple : de quelle teneur est la politique dans un parlement ?). D'autre part (2), il s'intéresse aux modes d'être du politique, à savoir : analyser dans quelle mesure telle action ou telle institution favorisent ou entravent l'émancipation (par exemple : dans quelle mesure la démocratie directe et la démocratie représentative appliquent-elles les principes de la démocratie ?), ou analyser si telle action ou telle institution sont effectivement politiques (par exemple : est-ce que le totalitarisme, qui dénie à sa population toute singularité, toute initiative et toute pluralité, peut être considéré comme un régime politique ?).
Pour Abensour, la politique et le politique ont par essence à voir avec la liberté et avec l'émancipation, ; quant à la domination, elle apparaît soit lorsque la spécificité du politique est niée, soit lorsque le processus d'émancipation se retourne en processus de domination. Dès lors, pour ne pas trahir la singularité des « choses politiques » et élaborer sa « philosophie politique critico-utopique » : il se met au diapason du politique et considère des faits, des réalisations et des évènements qui instituent la liberté ou qui établissent la domination (des épisodes révolutionnaires, des pratiques utopiques, des périodes totalitaires, des époques démocratiques) ; il sonde la politique et dispute des opinions, des idées et des écrits qui visent l'émancipation (tels ceux de Saint-Just, de Levinas, de Marx ou de La Boétie) ; enfin, il édite des textes qui questionnent les pratiques et les réflexions politiques dans sa collection « Critique de la politique »,,,.

### Sonder la révolution
Miguel Abensour s'intéresse à la Révolution française depuis ses études. Pour lui, il s'agit de questionner un évènement qui plus que tout autre « participe du sérieux de l'histoire ». Pour ce faire, il étudie les écrits de Saint-Just et il examine la figure du héros révolutionnaire.
Dans la constellation de penseurs discutés par Abensour, Louis Antoine de Saint-Just tient une place cardinale. Il voit en Saint-Just l'énigme de la Révolution française. D'après lui les écrits, les discours et les actes (parfois ambiguës) de Saint-Just synthétiseraient certains moments, certaines idées et certains faits de la Révolution française : à savoir, d'un côté la volonté d'abolir l'Ancien Régime et, d'un autre côté, la persistance d'un certain conservatisme. Ainsi, lorsqu'il interroge la Révolution française à travers la figure de Saint-Just, Abensour s'interroge sur la transformation de la Révolution en autorité suprême, sur la façon dont « la Révolution se métamorphose en un nouvel absolu »,.
Sinon, Abensour interroge la Révolution française autrement : au filtre de l'héroïsme. Pour lui, non seulement l'héroïsme va de pair avec la Révolution française, mais aussi avec toutes les révolutions modernes. Plus encore, le héros inspire et participe à la modernité politique : il peut en être le sujet, tel le personnage de Julien Sorel ; il peut en être l'acteur, tel le révolutionnaire Auguste Blanqui.

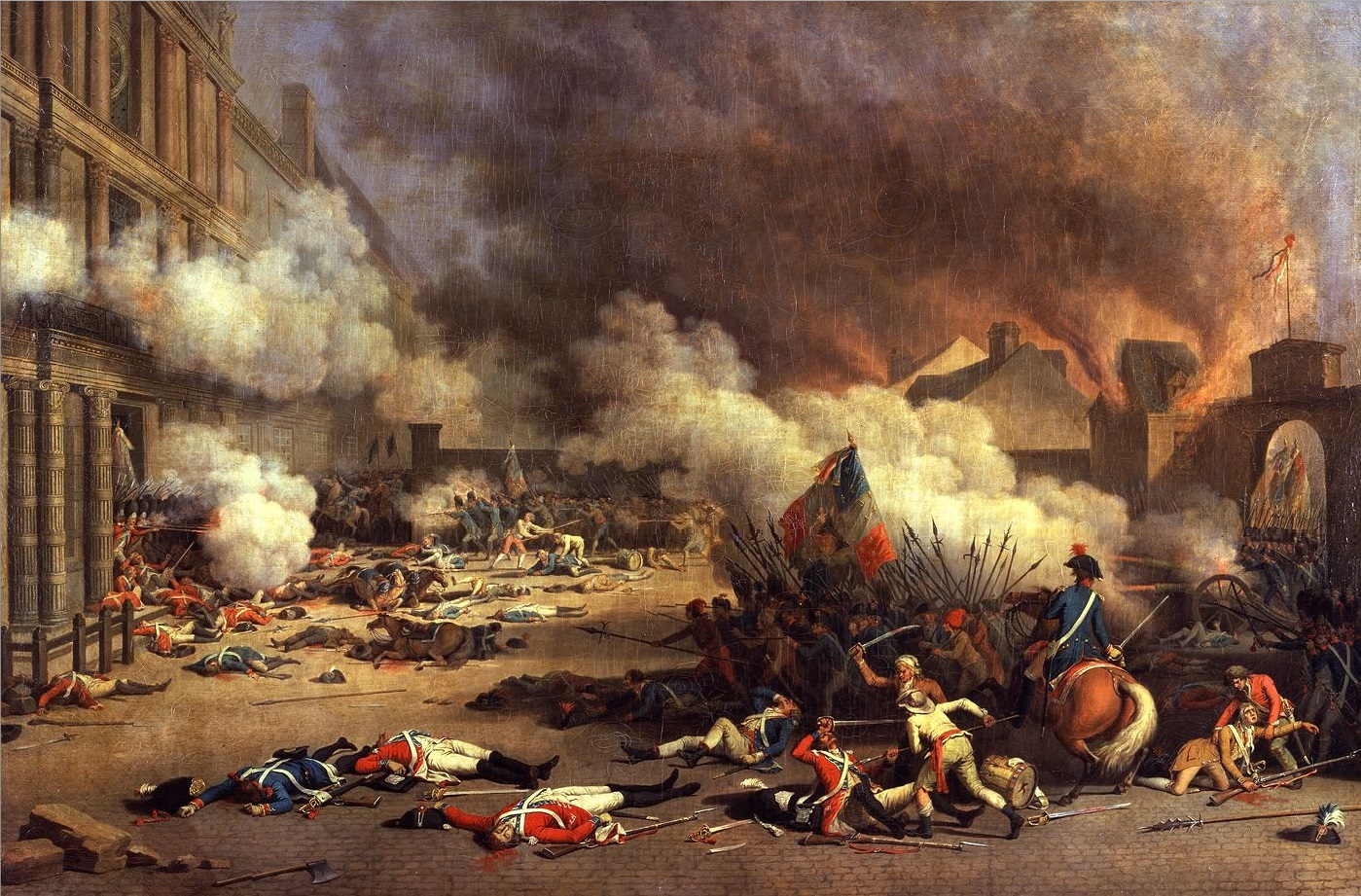
Peinture de Jacques Bertaux intitulée « Prise du palais des Tuileries » (1793), représentant la prise dudit palais lors de l'Insurrection du 10 août 1792 pendant la Révolution française (1789-1799).

Pour être précis, l'héroïsme de la Révolution française est singulier selon Abensour : « il ne s'agit pas des belles paroles et des grands actes d'un individu magnanime, exceptionnel, mais des hauts faits d'un collectif anonyme, le peuple. » Cependant, il prend soin de distinguer le héros moderne du héros antique ; et il établit une typologie de l'héroïsme moderne : « l'héroïsme anti-héroïque », « l'héroïsme de la sincérité », « l'héroïsme de maîtrise des apparences ». Par ailleurs, il considère que cet héroïsme se situe entre deux visées sinon contradictoires, pour le moins distinctes : le héros révolutionnaire aurait tendance à substituer à sa visée politique une visée éthique ; partant, la Révolution française perdrait sa visée première qui est de changer l'organisation sociale de la communauté politique. Plus grave encore selon Abensour, de nombreux héros révolutionnaires voudraient avec/par la Révolution française en finir avec la politique et le politique ; ce deuxième aspect est plus funeste que le premier, car il s'agit rien de moins que de nier l'existence des « choses politiques » et, par suite, de constituer un espace  social où pourrait advenir la domination.

### Raviver l'utopie
Miguel Abensour repère dans l'utopie une impulsion vers la liberté et la justice qui, en dépit des échecs, renaît dans l’histoire et suscite une « sommation utopique »,. D'après lui, si des utopies pétrifiées sombrent dans la domination, par essence les utopies favorisent l'émancipation,.
Abensour consacre sa thèse d'État à l'utopie au XIXe siècle : Les formes de l'utopie socialiste-communiste (publiée sous le titre Le Nouvel Esprit utopique). Partant des socialistes utopiques et d'une relecture de Karl Marx, Abensour considère que l'utopie est multiple ; ainsi, il distingue différentes périodes de l'utopie au XIXe siècle : le « socialisme utopique » qui porte une énergie révolutionnaire, comme chez Robert Owen, ; le « néo-utopisme » des disciples orthodoxes des socialistes utopiques, qui atténuent les propos de leurs prédécesseurs jusqu'à les caricaturer (tel Edward Bellamy), ; enfin, le « nouvel esprit utopique » représenté, par exemple, par William Morris,. D'après Abensour ce « nouvel esprit utopique » (qui se poursuit au XXe siècle sous les plumes d'Ernst Bloch, Martin Buber, Herbert Marcuse, Theodor W. Adorno, Walter Benjamin, André Breton ou Emmanuel Levinas) prend une nouvelle forme : il s'agit, par la critique des formes utopiques passées et par une réflexion sur le concept même d'utopie, de redynamiser l'utopie et de lui rendre son indétermination première,,,.
Plus généralement pour Abensour : s'il est désormais acquis qu'il ne faut pas lire les utopies comme s'il s'agissait de descriptions de sociétés historiques (ou des compte-rendus de voyages dans des communautés politiques particulières et réellement existantes) ; pour autant, il ne faut pas réduire les utopies à un genre littéraire (ni simplement les inscrire dans la perspective de l'histoire littéraire), au risque de les couper de leurs contextes sociaux et politiques d'écriture et, par conséquent, de leurs contextes d'énonciation de thèses philosophiques et politiques.

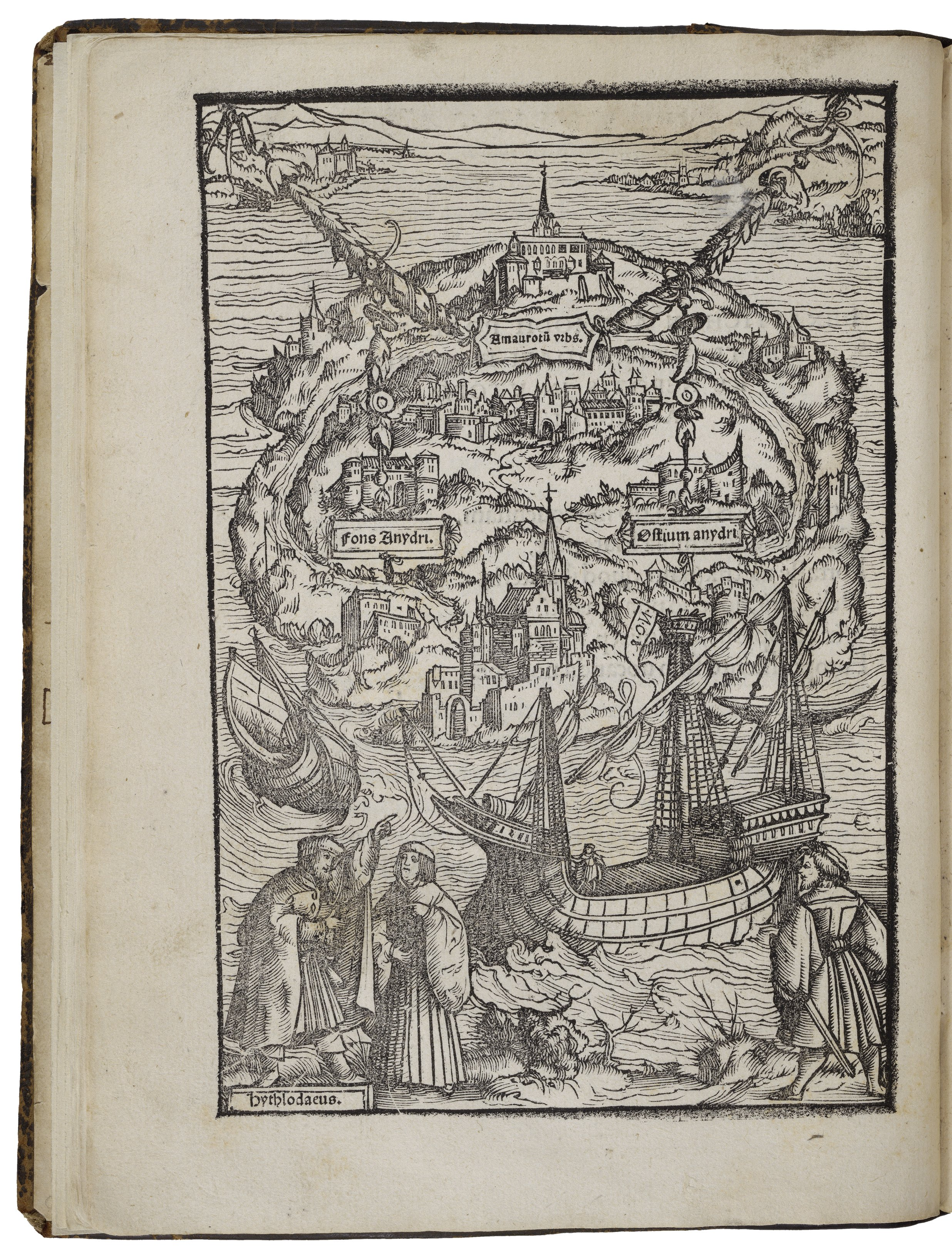
Gravure de la carte de l'île d'Utopia, réalisée par Ambrosius Holbein, dans l'édition de novembre 1518 de L'Utopie de Thomas More.

À ces réductions et ces lectures de l'utopie, Abensour oppose une pluralité de perspectives utopiques. Il affirme que Thomas More « est bien l'inventeur avec L'Utopie d'un nouveau dispositif rhétorique et qu'il tente ainsi une intervention inédite dans le champ politique »,. Il considère que Pierre Leroux est « un militant utopiste qui a une longue pratique utopique »,. Il avance que Karl Marx opère un « sauvetage par transfert » de l'utopie. Il estime que Walter Benjamin pourchasse « la mythologie ou le délire » qui habite et ruine les utopies du XIXe siècle. Ou encore, il décèle chez Emmanuel Levinas une autre façon de concevoir l'utopie : une pensée de l'utopie « sous le signe de la Rencontre »,.
Plus profondément, Abensour conçoit l'homme comme un « animal utopique »,. En effet, à suivre le concept de « rencontre » forgé par Levinas, les rapports entre humains relèveraient de l'éthique et non de l'ontologie ; par suite, les rapports humains seraient insituables et inlocalisables, hors de l'être et hors de tout lieu déterminé, donc en un non-lieu (au sens étymologique du mot utopie, « ou-topos » : « ou » signifiant « non », « topos » signifiant « lieu »). En ce sens, Levinas semble envisager « une utopie de l'humain »,,. Prolongeant Levinas, Abensour avance l'idée suivante : puisque l'humain est sans fondement ni commandement, autrement dit puisque « l'humain est an-archique », alors il noue des liens avec le non-lieu de l'utopie. Et en ce sens : l'humain est fondamentalement un animal utopique,.

### Penser le totalitarisme
Miguel Abensour est taraudé par l'apparition du totalitarisme, par ces « entreprises qui prétendaient mettre fin au politique »,. Outre une réflexion sur la définition politique du « totalitarisme » (et les implications conceptuelles de cette définition), il étudie l'architecture totalitaire.
Abensour considère que le totalitarisme est une nouveauté dans l'histoire et un fait charnière du XXe siècle : il diffère de la tyrannie, du despotisme, de l'État absolu, de la dictature et de l'État autoritaire. Cette nouveauté du totalitarisme, il la caractérise ainsi : d'abord, l'État assimile la société civile et constitue un univers social homogène ; ensuite, le parti unique devient le vecteur de cette unification de la société civile et de l'État, néanmoins l'État
crée et maintient une séparation avec la société civile afin de monopoliser le pouvoir ; enfin, ce pouvoir proclame que la société est réconciliée avec elle-même, que les divisions n'existent plus et que l'unité du peuple règne : il n'y a plus de séparation ni de distinction entre les gouvernés et les gouvernants, il n'existe qu'un « peuple-Un » (et c'est alors que la domination se répand indéfiniment),.
Préoccupé par les réalisations des régimes totalitaires, Abensour s'est intéressé à l'architecte nazi Albert Speer,. Pour le dire vite, Abensour soutient que toute architecture diffère selon les régimes politiques et les manières d'instituer le politique. Selon lui, l'architecture des régimes totalitaires promeut une vision tronquée du politique : l'architecture nazi (qu'il s'agisse d'un immeuble, d'une place ou d'un plan d'urbanisme) institue un « espace qui n'a rien de public, rien de politique »,. Les monuments dessinés et réalisés par Speer, comme la Welthauptstadt Germania, instituèrent cette négation du politique et de la politique ; ils visaient à rendre le peuple allemand indivis : « la monumentalité nazie, aussi bien le gigantisme de la masse (les murs humains) que le gigantisme des édifices, loin de créer du public, produit du massif et du compact, en quête d'une cohésion absolue »,.

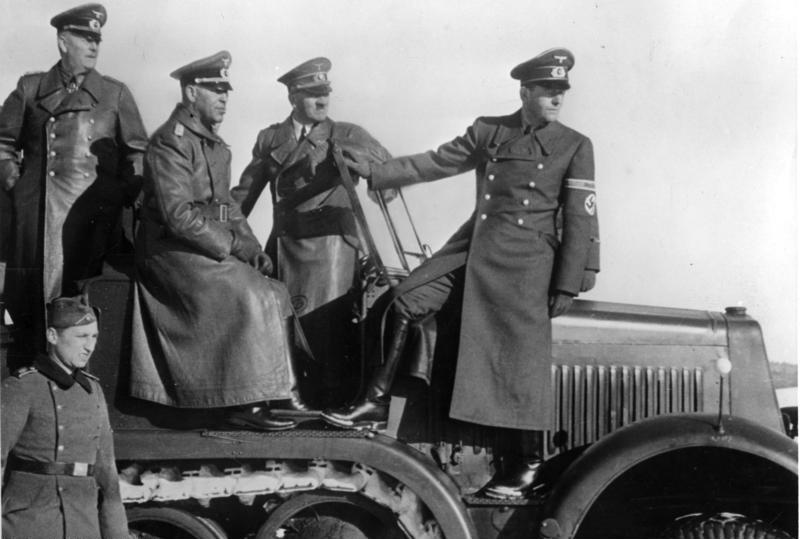
Photographie d'officiers nazis prise en avril 1943 lors d'une démonstration de nouvelles armes. Sur le Sd.Kfz. 6 : tout à gauche se trouve Wilhelm Keitel, au centre se trouve Adolf Hitler, tout à droite se trouve Albert Speer.

Sinon, Abensour pointe une autre caractéristique des totalitarismes : la manière dont ils façonnent de l'apolitisme en leur sein et, par contrecoup, à l'extérieur. En leur sein d'abord : tout État totalitaire, parce qu'il travaille à unifier et à réconcilier sa population en vue de l'homogénéisation de l'univers social, abolit la politique et ce faisant rend sa population apolitique. Quant à l'extérieur de ces États totalitaires, l'apolitisme apparaît dans l'oubli des « choses politiques » ; précisément : face aux atrocités commises par les États totalitaires (la Shoah, le Goulag, la révolution culturelle), l'apolitisme se répand dans les régimes libéraux car ces atrocités y sont considérées comme des actes politiques (alors qu'elles sont la négation même du politique d'après Abensour, puisque les victimes se voient dénier leur humanité). Par ailleurs, théoriser le totalitarisme comme « excès du politique » ou comme « destruction du politique »,, c'est commettre la même erreur de raisonnement : c'est considérer le totalitarisme comme une politique alors même qu'il nie ontologiquement le politique, par suite c'est  favoriser l'apolitisme en oubliant la singularité des « choses politiques ».

### Distinguer la démocratie
Marqué par la Révolution française (dont les insurrections de l'An III) et l'effervescence du mouvement ouvrier (dont la Commune de Paris), Miguel Abensour propose une conception des phénomènes démocratiques qu'il nomme « démocratie insurgeante »,,.
Outre des événements historiques, Abensour appuie sa conception de la démocratie sur les textes de deux penseurs de la politique, Karl Marx et Claude Lefort. Du premier, il retient ses réflexions autour de la « vraie démocratie »,, c'est-à-dire : une idée de la démocratie qui implique la disparition de l'État mais le maintien du politique comme moment de la vie du peuple, de sorte que la liberté et l'universalité puissent s'étendre à l'ensemble des sphères de la société,. Du second, Abensour retient la conception libertaire de la « démocratie sauvage », c'est-à-dire : une idée de la démocratie comme surgissement spontané et déploiement anarchique,.
Ainsi, la « démocratie insurgeante » d'Abensour est d'abord une démocratie qui entretient un lien avec l'anarchie en ce sens qu'elle surgit sans principe (arkhè) et se révèle immaîtrisable. Réinterprétant des pistes esquissées par Claude Lefort et Reiner Schürmann,, Abensour estime que toute vraie démocratie se dresse contre l'apparition de l'arkhè au sens étymologique du terme, c'est-à-dire : contre l'arkhè comme commencement et contre l'arkhè comme commandement, car derrière tout commencement et tout commandement se trouve la forme-État. Ensuite, la « démocratie insurgeante » établit un autre rapport à la temporalité : elle est ce moment continué où l'action politique (au sens de Hannah Arendt) peut véritablement et effectivement se déployer,. Enfin, la « démocratie insurgeante » est cette forme de démocratie qui institue autrement la politique : elle crée une communauté politique qui, préservant les différentes dimensions de la vie et des activités humaines (le social, l'esthétique, l'historique, etc.), vise l'émancipation,.

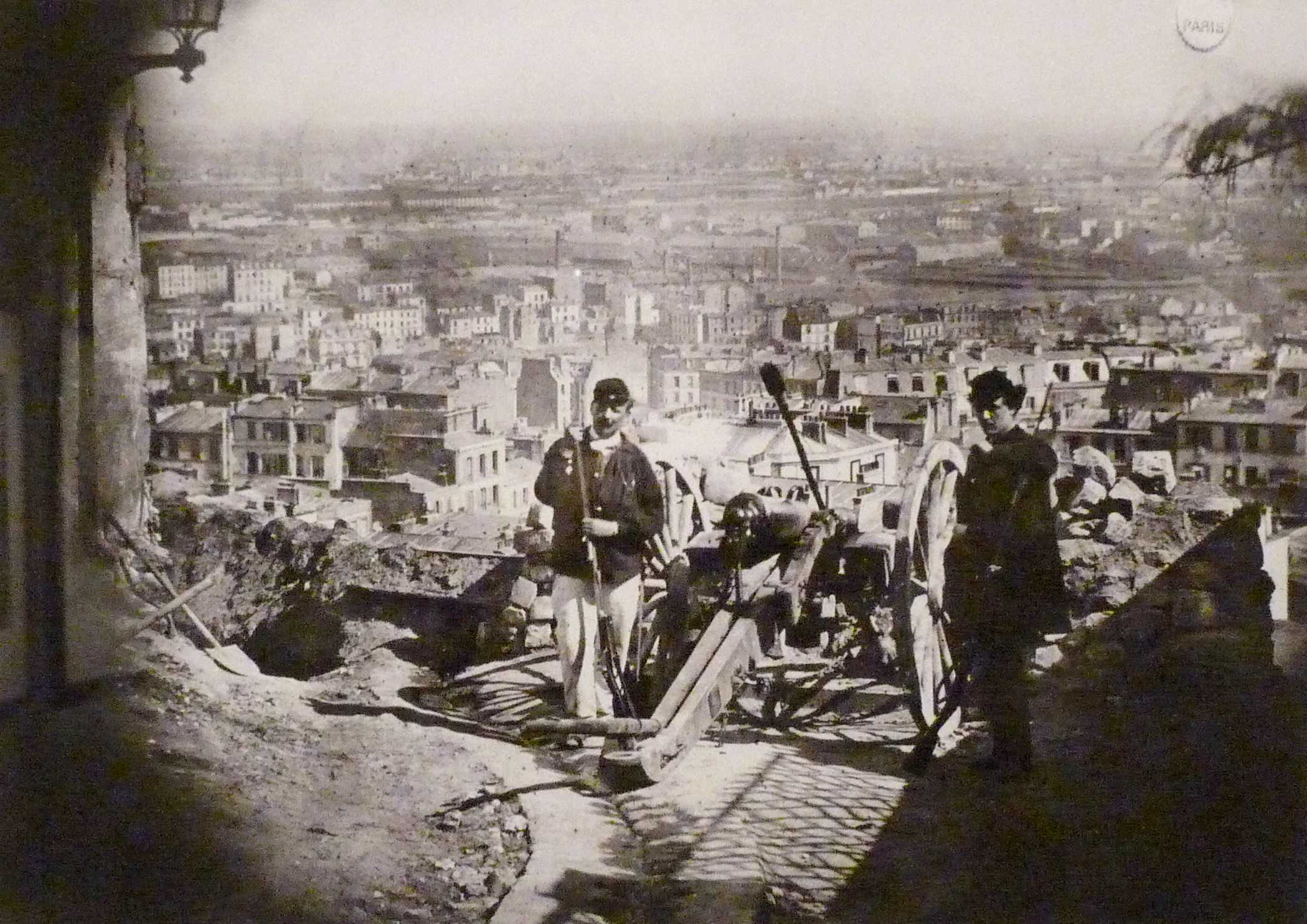
Photographie d'une barricade à l’angle de la rue de la Bonne sur la butte Montmartre, où posent deux gardes nationaux (avril 1871--mai 1871). Le 18 mars 1871, l’insurrection communale éclate sur la butte avec la prise des canons achetés par une souscription populaire.

Pour synthétiser l'idée de « démocratie insurgeante » : cette démocratie est une société où une communauté d'égaux met en place des formes institutionnelles qui, à la fois, promeuvent la liberté, l'égalité et la justice et qui, dans le même temps, préservent la pluralité là où il y a appartenance à une totalité ouverte,. Ou, pour synthétiser cette idée dans le vocabulaire de la science politique : la « démocratie insurgeante » n'est pas un régime politique, en ce sens que les relations de coopérations sont préférées aux relations de commandement-obéissance ; elle n'institue pas un gouvernement représentatif, en ce sens que les conseils ouvriers sont préférés aux partis politiques ; elle n'édifie pas un État de droit, en ce sens que la loi est préférée au droit,.
Aussi est-ce pourquoi, faisant signe vers Pierre Clastres, Abensour intitule son livre où il expose sa conception de la « démocratie insurgeante » : La Démocratie contre l'État,,. Tout comme Clastres réfléchit « la société contre l'État », Abensour réfléchit « la démocratie contre l'État », c'est-à-dire : non pas l'absence du pouvoir politique ni l'absence du politique, mais une autre instauration du pouvoir par la création d'institutions politiques qui, favorisant l'agir politique du peuple et instaurant l'égalité parmi les citoyens, permettent l'émancipation,.

### Viser l'auto-émancipation
Révolutions, utopies, démocraties : toutes elles portent et promettent l'émancipation. Cependant, toutes sont susceptibles de faillir et de laisser advenir la domination. D'après Miguel Abensour, ce phénomène relève d'une « dialectique de l'émancipation » qui gît au cœur du politique,.
En effet pour Abensour, si d'un côté le politique est par nature (par essence) liberté, d'un autre côté la domination peut se loger à l'intérieur même du politique : ainsi toute volonté d'émancipation et visée de liberté peut dégénérer en instaurant la domination,. Ce phénomène de retournement de l'émancipation en domination, il le nomme « dialectique de l'émancipation »,. Parmi les penseurs qui réfléchissent sur la domination, Étienne de La Boétie et la première génération de l'École de Francfort (aussi appelée première « Théorie critique ») posent des jalons importants dans l'identification et la caractérisation des multiples phénomènes de domination selon Abensour.
Aux membres de l'École de Francfort revient le mérite d'avoir mené, au sein même du marxisme, des recherches sur les phénomènes de domination dans le monde contemporain (c.-à-d. 1923-1950) : expansion de la bureaucratie, études sur la « personnalité autoritaire », apparition de l'« industrie culturelle », réflexions sur les États autoritaires et le totalitarisme,,. Grâce à ces recherches pluridisciplinaires, Max Horkheimer et Theodor W. Adorno affirment avoir identifié l'origine de la domination contemporaine : les facultés de la raison vantées par les Lumières ont dégénéré ; plus encore, la raison est devenue déraison et le projet d'émancipation des Lumières s'inverse en domination totale,. Pour sa part, Abensour adhère partiellement à ce diagnostic. Ainsi, il estime que les penseurs de l'École de Francfort conçoivent une « Théorie critique » qui présente deux défauts majeurs : d'une part envisager la domination sur le terrain social-économique, c'est-à-dire que les phénomènes de domination proliféreraient d'abord au niveau matériel de l'existence des individus ; d'autre part, envisager la domination comme principe essentiel du politique, c'est-à-dire que par nature le politique serait domination (autrement dit toute politique, théorique ou pratique, quand bien même viserait-elle l'émancipation, aboutirait nécessairement à la domination),.

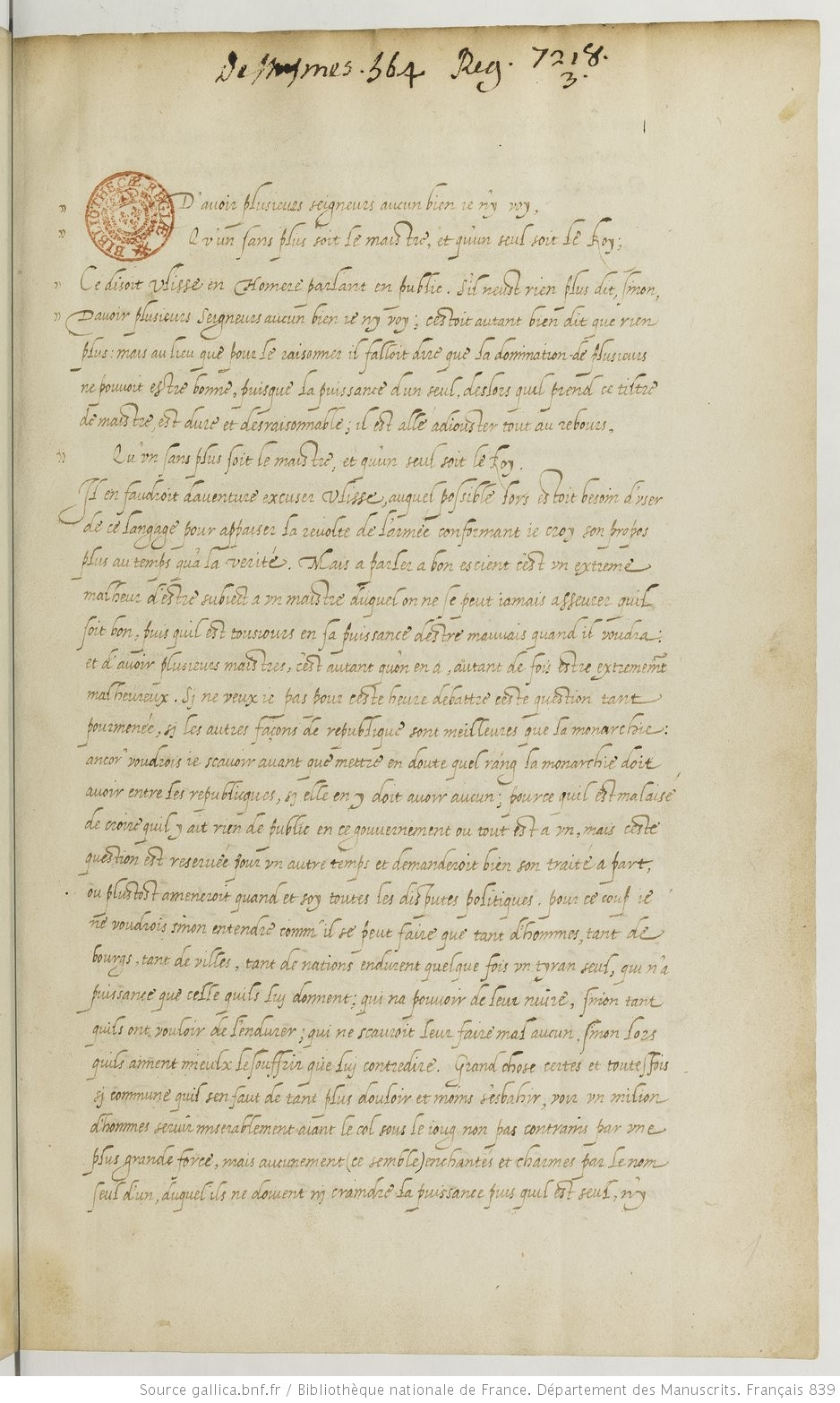
Reproduction du premier folio du « manuscrit de Mesmes » (1560{date-

À Étienne de La Boétie revient le mérite, pour Abensour, d'avoir découvert que la domination peut être voulue,. Dans son texte intitulé Discours de la servitude volontaire, La Boétie se pose la question suivante : comment est-il possible que tant d'hommes et de femmes se soumettent au pouvoir d'une seule personne (le tyran), alors même que ce pouvoir détenu et exercé par cette personne provient de ces femmes et de ces hommes ? Selon La Boétie la seule réponse possible est la suivante : ces femmes et ces hommes sont charmés par ce tyran parce qu'il incarne leur union comme peuple, et dans ce tyran ce peuple se voit comme unifié et admire cette unification. De cette découverte faite par La Boétie, Abensour retient un point essentiel : si la servitude est volontaire, en ce sens que le peuple se trompe lui-même lorsqu'il croit se reconnaître dans le tyran ; alors le peuple peut abolir la servitude car il l'a lui-même recherché, c'est-à-dire que les dominés peuvent s'émanciper eux-mêmes.
Qu'il s'agisse des membres de l'École de Francfort découvrant que la domination peut provenir de la raison elle-même, ou de La Boétie découvrant que la domination peut provenir des individus eux-mêmes ; Abensour synthétise et prolonge leurs découvertes en avançant que, dans la modernité, les tendances à la domination et les visées d'émancipation entretiennent des rapports consubstantiels,. Précisément, ces rapports sont une véritable « dialectique de l'émancipation » : d'un mouvement d'émancipation peut advenir la domination, d'une situation de domination peut surgir l'émancipation. Et selon Miguel Abensour, seuls les dominés peuvent faire pencher ces rapports en leur faveur, à savoir s'auto-émanciper.

## Réception et critiques

### Le pôle utopique
Parmi les recherches et les travaux de Miguel Abensour, deux pôles attirent particulièrement les commentaires et les commentateurs : le pôle utopique et le pôle démocratique. Pour le premier pôle, la réception des travaux d'Abensour sur l'utopie et l'histoire de l'utopie est progressive.
Bien que Edward P. Thompson consacre quelques pages à la thèse d'État d'Abensour dans la revue anglaise New Left Review en 1976, en France ce n'est qu'en 1980 que Mona Ozouf rend compte de ce travail dans la revue Le Débat. Ainsi, Edward P. Thompson met en avant la lecture novatrice des News from nowhere de William Morris proposée par Abensour : partant de « certaines propositions marxistes », Morris effectuerait (dans son livre) un « saut dans l'utopie » par-delà le marxisme. De son côté, Mona Ozouf s'arrête sur la relecture des écrits de Karl Marx opérée par Abensour : elle estime qu'il « entreprend, contre un certain marxisme, mais avec l'aide d'un certain Marx, la réhabilitation de l'utopie ». Sinon, lorsque la notice sur L'Utopie rédigée par Abensour paraît en 1986 dans le Dictionnaire des œuvres politiques dirigé par François Châtelet, celle-ci est saluée par Jacques Gury car, selon ce dernier, Abensour ne fait pas du texte de Thomas More le « précurseur et quasi fondateur des régimes totalitaires contemporains ».

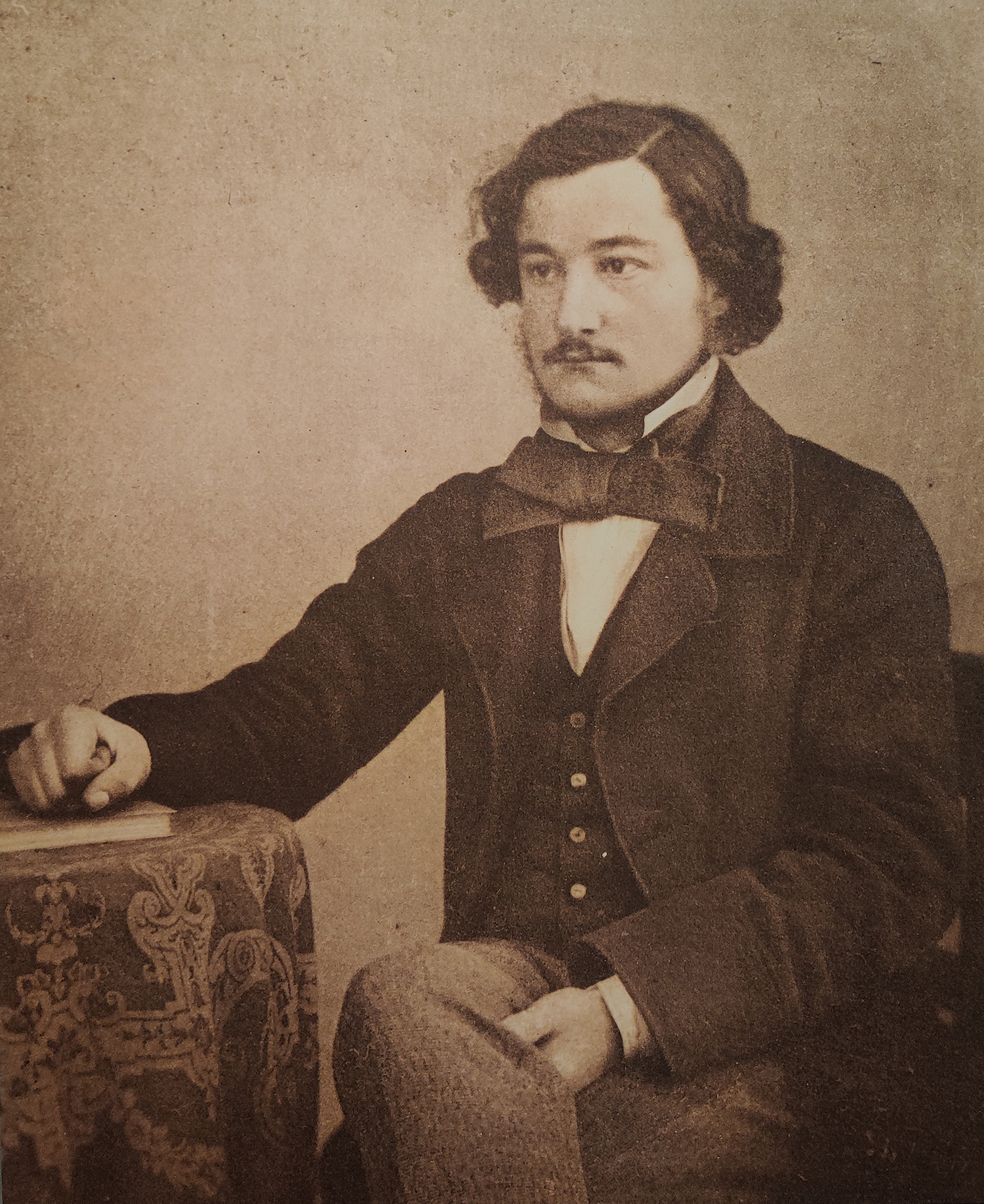
Portrait (1857) de l'écrivain britannique William Morris, auteur du roman utopique News from nowhere auquel Miguel Abensour consacre un chapitre dans sa thèse d'État.

En 2018, dans le numéro de la revue Lignes consacré à Miguel Abensour, Louis Janover rappelle le contexte de ces recherches et de ces travaux : « une époque où l’utopie avait été bannie dans cet espace indéfini que l’on appelait le pré-marxisme ». Par suite, Janover estime qu'il revient à Abensour d'avoir réintroduit l'utopie dans « la généalogie du mouvement ouvrier ». Dans ce même numéro Michèle Cohen-Halimi et Sophie Wahnich avancent que, par ce travail historique, politique et philosophique, Abensour est devenu l'« un des plus grands penseurs de l'utopie » et l'« un des plus grands passeurs des utopies »,.
Enfin, sans contester les apports d'Abensour à l'histoire et à la pensée de l'utopie, Lucien Pelletier estime néanmoins que celui-ci procède à une « dépolitisation de l'utopie » lorsqu'il développe sa conception de l'utopie en s'appuyant sur les écrits d'Emmanuel Levinas. Selon Pelletier, comme Abensour refuse de formuler un projet politique précis (puisque tout projet utopique défini risque, par nature, de dégénérer en projet de domination), ce dernier se limite à formuler un projet éthique où la dimension politique de l'utopie se trouve absente. Précisément : si l'homme est un « animal utopique », et que l'utopie loge au cœur de chaque être humain ; alors l'utopie est réduite aux rapports entre chaque individu (aux rapports éthiques) et, par conséquent, elle n'est plus politique au sens où elle animerait les rapports de l'individu à la communauté, ainsi que les rapports de communauté à communauté.

### Le pôle démocratique
Le pôle démocratique des recherches et des travaux d'Abensour attire lui aussi l'attention, car son idée de « démocratie insurgeante » se rapproche de certaines conceptions de la démocratie dénommées « démocratie radicale »,.
Sous l'expression de « démocratie radicale » sont rassemblées des conceptions théoriques et pratiques de la démocratie qui, d'une part, établissent que le conflit est un principe de la vie démocratique et qui, d'autre part, promeuvent la participation des citoyens à la politique démocratique,,. D'après Pauline Colonna d'Istria, Abensour participe pleinement à ce courant car il développe (dans son livre La Démocratie contre l'État) une conception du politique où le conflit et la division sont au cœur de la démocratie. Plus même, pour Colonna d'Istria la contribution d'Abensour à ce courant serait notable, en ce que la dimension « agonistique » de la démocratie est pensée dans la durée et non limitée (comme chez Claude Lefort) à des manifestations insurrectionnelles momentanées.
Prolongeant l'opinion de Colonna d'Istria, mais en insistant sur l'anti-étatisme d'Abensour, Monique Rouillé-Boireau pointe le fait que, « dans la démocratie sauvage, ou insurgeante de Miguel Abensour, il s’agit de maintenir l’idée des pluralités dans la communauté politique, et ce, dans un cadre agonistique de lutte contre l’État, de résistance à l’État. » Pour expliquer et appuyer cet anti-étatisme d'Abensour, Max Blechman soutient que dans la vraie démocratie « l'État politique abstrait est dissous car il est réduit à l'essentiel : une objectivation constitutionnelle, rien de plus, et il est important de le souligner, rien de moins que le moment politique de l'autodétermination globale de tout le dèmos. »

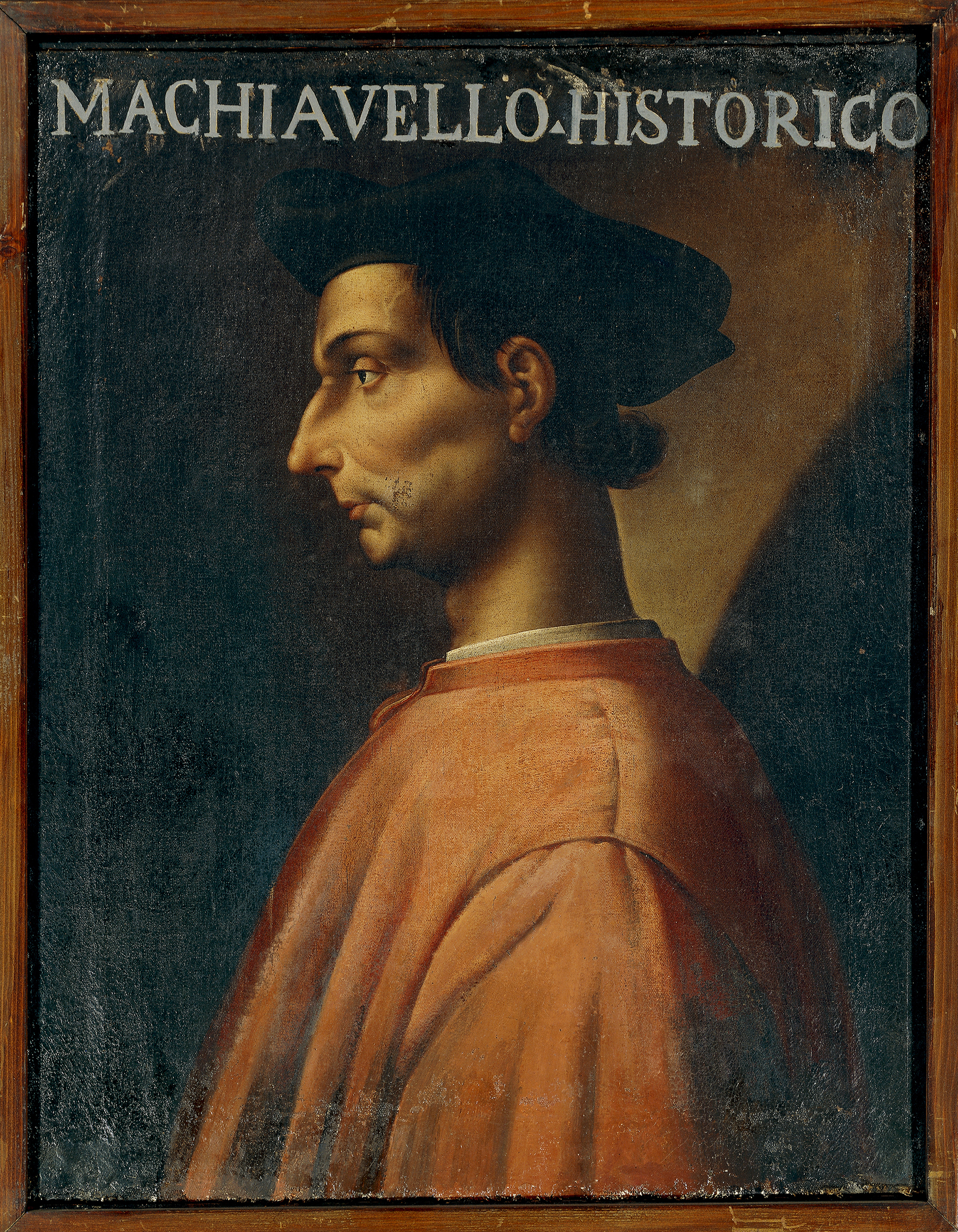
Portrait peint (XVIIe siècle) de l'humaniste florentin Nicolas Machiavel. Son idée selon laquelle les tumultes entre les grands et le peuple à Florence favorisent la liberté, inspire Miguel Abensour pour penser le conflit en démocratie.

Cependant, la « démocratie insurgeante » d'Abensour n'est pas exempte de critiques. Par exemple, Martin Deleixhe estime que concevoir « la démocratie contre l'État » (à savoir : opposer l'intégralité du peuple à la forme institutionnelle de l'État), c'est concevoir le peuple comme une sorte de totalité « dont l’unité est à la fois le but et le principe de la vraie démocratie » ; autrement dit : d'une part cela semble conduire à une conception populiste de la politique, et d'autre part cela semble conduire à une conception unifiante du peuple alors même que Abensour soutient la nécessité de constituer une communauté politique pluraliste. De son côté, Audric Vitiello s’interroge sur le devenir concret d’une telle conception hostile à toute institutionnalisation : « si toute institution aboutit à l,arkhè, […], si la démocratie émerge toujours contre l'État, il semble difficile, sinon impossible, de voir s’établir un régime réellement démocratique. » Selon lui, la « démocratie insurgeante » s'apparente au règne du conflit permanent ; et cela ne peut mener qu'à l’instabilité de cette forme de démocratie, car aucune politique ne peut s'établir dans le long terme.
Pour sa part, Yves Charles Zarka considère que Abensour radicalise abusivement la pensée de Karl Marx dans l'interprétation qu'il propose de ses écrits dans La Démocratie contre l'État. Aussi, il s'interroge sur la nature d'une société où la « forme-État » serait abolie : cette société « post-étatique » auto-régulée serait-elle vraiment une société ? et est-ce que la politique et du politique y subsistraient encore ? Enfin, Franck Fischbach affirme qu'il existe un paradoxe dans « l'articulation du social et de la politique » proposée par Abensour : concevoir « l'hétérogénéité radicale du politique » par rapport au « social » impliquerait que l'existence sociale des individus dépendrait absolument du politique ; pour le dire autrement : à suivre Abensour, le social ne pourrait ni exister ni se déployer sans la politique.
Sinon, approuvant la visée auto-émancipatrice de l'œuvre d'Abensour, Jérôme Melançon remarque que, nulle part dans son œuvre, celui-ci n'engage de dialogue avec la pensée féministe ou la pensée décoloniale ; alors même que ces deux courants de pensée visent l'émancipation.

## Postérité
Outre ses recherches et ses travaux, la postérité de Miguel Abensour est assurée par son travail éditorial mené tout au long de sa vie. D'un côté, est relevé son rôle de passeur des écrits de l'École de Francfort ; de l'autre, est mise en avant sa collection éditoriale « Critique de la politique ».
Qu'il s'agisse de sa collection éditoriale, des numéros de revues ou des colloques, le rôle de passeur des écrits de l'École de Francfort endossé par Abensour est salué par nombre de penseurs et de philosophes français, comme Emmanuel Renault et Yves Sintomer. Pour sa part, Jean-François Kervégan souligne que Abensour « a permis à un public excédant le cercle restreint des spécialistes » d’avoir accès à certains des écrits majeurs de Theodor W. Adorno, de Max Horkheimer et de Jürgen Habermas. Néanmoins Louis Pinto, qui reconnaît ce rôle de médiateur, estime que Abensour a touché un capital symbolique dans cette entreprise de médiation, ainsi que pour sa présidence du Collège international de philosophie. Pinto ajoute que Abensour a « aussi contribué à inventer dans le champ philosophique un style intellectuel nouveau, une sorte d'académisme d’avant-garde qui revendiquait des prétentions de rupture radicale distinctes de celles de l’avant-garde philosophique de la génération antérieure, parfois désignée comme postmoderne. »

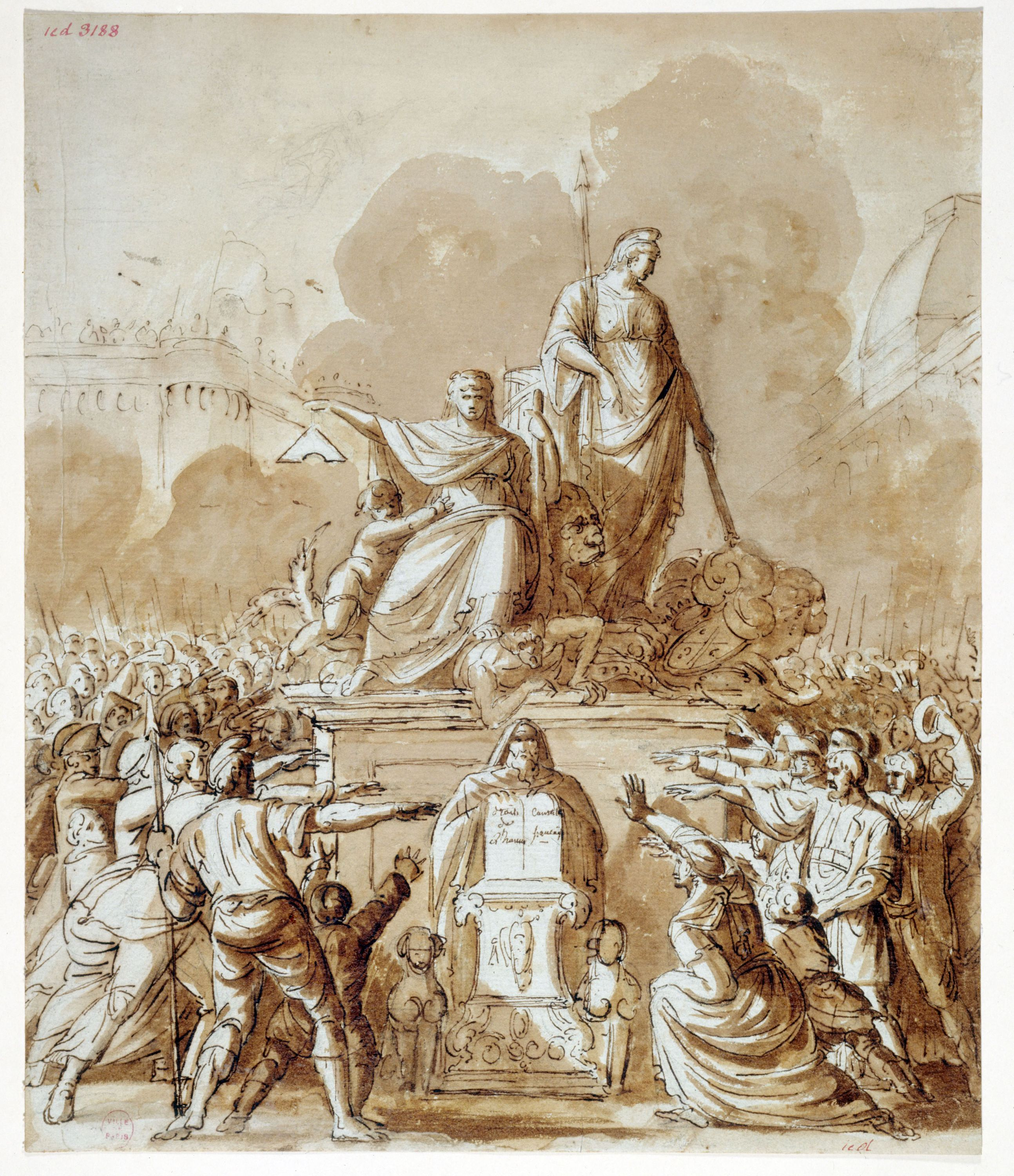
Composition allégorique (1793) représentant le peuple français jurant fidélité sur les tables des Droits de l'homme et de la Constitution de 1793.

Ensuite, Abensour lègue à la postérité sa collection éditoriale « Critique de la politique » : une collection dont le catalogue dépasse la centaine de titres,, une collection dont Jean Birnbaum et Robert Maggiori considèrent qu'elle « est, si on peut dire, son œuvre ». Tandis que Gabriel-Raphaël Veyret range la « Critique de la politique » parmi « les principales collections de philosophie » en France, Florent Perrier estime que cette collection est « l’une des plus importantes du monde francophone dans le domaine élargi de la philosophie politique ». Quant à Pierre Rosanvallon, il considère que le retour de la philosophie politique en France débute avec la création de la « Critique de la politique ».
Pour finir, sans avoir à proprement parler de disciple(s), le travail et l'influence de Miguel Abensour se retrouvent, par exemple, dans les nombreuses contributions de ces deux numéros de la revue Tumultes : Utopia Nova. La démocratie radicalement et Utopia Nova II. La radicalité démocratique.

## Annexe: travail d'éditeur

### Passer des œuvres
En parallèle de ses activités universitaires, Miguel Abensour s'emploie à passer des œuvres de penseurs lors de colloques, ou à l'occasion de traductions et de travail d'édition,.
Pour son premier travail d'édition, Abensour publie avec Valentin Pelosse des textes d'Auguste Blanqui en 1972,. Pour le deuxième, il édite avec Patrice Vermeren un texte de Pierre Leroux : De l'humanité. Ensuite, il s'attèle à faire traduire La Formation de la classe ouvrière anglaise d'Edward P. Thompson pour sa collection « Critique de la politique » ; finalement, ce titre paraît en 1988 dans la collection « Hautes Études » chez Gallimard-Seuil. En 1993, avec Pierre-Jean Labarrière, il fait publier un texte d'Arthur Schopenhauer : Contre la philosophie universitaire. En 1995, il édite un texte d'Emmanuel Levinas, à la suite duquel il rédige une longue postface. Et en 2004, avec Anne Kupiec, il édite les œuvres complètes de Louis Antoine de Saint-Just,.
Sinon, les actes du colloque Heidegger de 1987 sont publiés en 1988. La même année, il organise un colloque autour de l'œuvre de Hannah Arendt au Collège international de philosophie. Puis, avec Catherine Chalier, il dirige un Cahier de l'Herne consacré à Emmanuel Levinas qui contient de nombreux inédits,.
Aussi, Abensour se charge de faire vivre la « révolution copernicienne », que Pierre Clastres introduit dans la pensée anthropologique. En mai 1982 il dirige deux journées d'études intitulées « À partir de l'œuvre de Pierre Clastres : anthropologie et politique », dont les interventions sont publiées en 1987 dans le livre L'Esprit des lois sauvages. En novembre 2009, avec Anne Kupiec, il organise un colloque intitulé « Pierre Clastres et Nous. La révolution copernicienne et la question de l'État ». Certaines interventions de ce colloque sont réunies en 2011 dans un cahier Pierre Clastres.

#### Édition d'ouvrages
- Auguste Blanqui, Instructions pour une prise d'armes : L'Éternité par les astres, hypothèse astronomique, et autres textes (textes établis et présentés par Miguel Abensour et Valentin Pelosse), Paris, Société encyclopédique française — Éditions de la Tête de feuilles, coll. « Futur antérieur », 1972
- Pierre Leroux, De l'humanité (texte édité par Miguel Abensour et Patrice Vermeren), Paris, Fayard, coll. « Corpus des œuvres de philosophie en langue française », 1985
- Edward P. Thompson (préf. Miguel Abensour), La Formation de la classe ouvrière anglaise, Paris, Seuil – Gallimard, coll. « Hautes études », 1988
- Arthur Schopenhauer (préf. Miguel Abensour et Pierre-Jean Labarrière), Contre la philosophie universitaire, Paris, Payot & Rivages, coll. « Rivages poche / Petite bibliothèque », 1993
- Emmanuel Levinas (postface Miguel Abensour), Quelques réflexions sur la philosophie de l’hitlérisme, Paris, Payot & Rivages, coll. « Rivages poche / Petite bibliothèque », 1997
- Saint-Just, Œuvres (édition de Miguel Abensour et Anne Kupiec), Paris, Gallimard, coll. « Folio / Histoire », 2004

#### Direction d'ouvrages et de revues
- Miguel Abensour (dir.), L'Esprit des lois sauvages : Pierre Clastres ou une nouvelle anthropologie politique, Paris, Seuil, 1987
- Collège international de philosophie, Heidegger : Questions ouvertes, Paris, Osiris, 1988
- Miguel Abensour (dir.), Ontologie et politique : Colloque Hannah Arendt, Paris, Tierce, coll. « Littérales » (no 11), 1989
- Miguel Abensour (dir.) et Catherine Chalier (dir.), Emmanuel Levinas, Paris, L'Herne, coll. « Cahier de L'Herne », 1991
- Miguel Abensour (dir.) et Étienne Tassin (dir.), « Les choses politiques », Les Cahiers de philosophie, no 18,‎ hiver 1994
- Miguel Abensour (dir.) et Étienne Tassin (dir.), « L'Animal politique », Epokhé, no 6,‎ 1996
- Miguel Abensour (dir.) et Géraldine Muhlmann (dir.), « L’École de Francfort : la Théorie Critique entre philosophie et sociologie », Tumultes, nos 17-18,‎ 2001/2 – 2002/1 (lire en ligne )
- Miguel Abensour (dir.) et Anne Kupiec (dir.), Emmanuel Levinas : La question du livre, Paris, IMEC, coll. « Inventaires », 2008
- Miguel Abensour (dir.) et Anne Kupiec (dir.), Pierre Clastres : Cahier, Paris, Sens & Tonka, 2011

Portraits de penseurs étudiés par Miguel Abensour
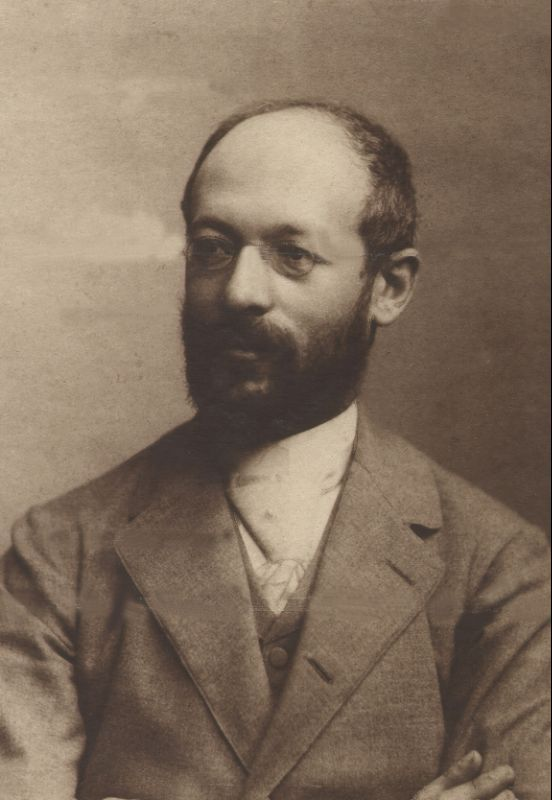
Georg Simmel (1901), sociologue du début du XXe siècle.
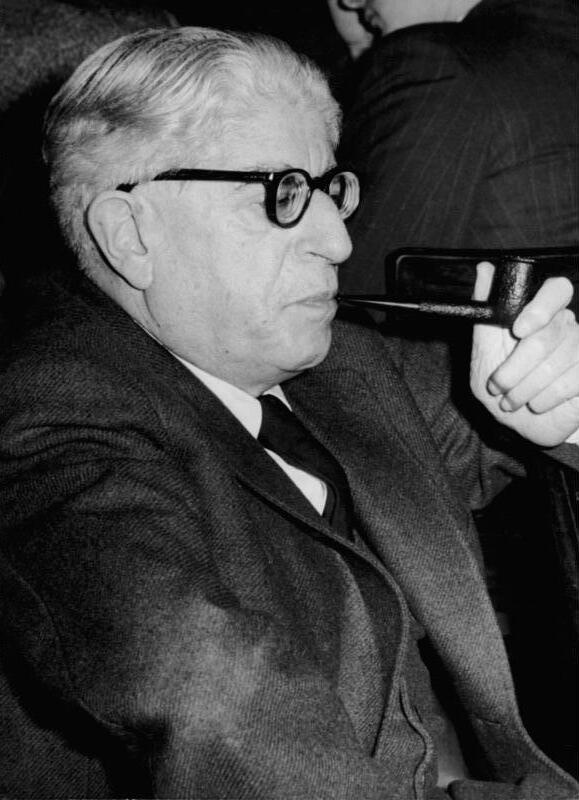
Ernst Bloch (1956), philosophe penseur de l'utopie.
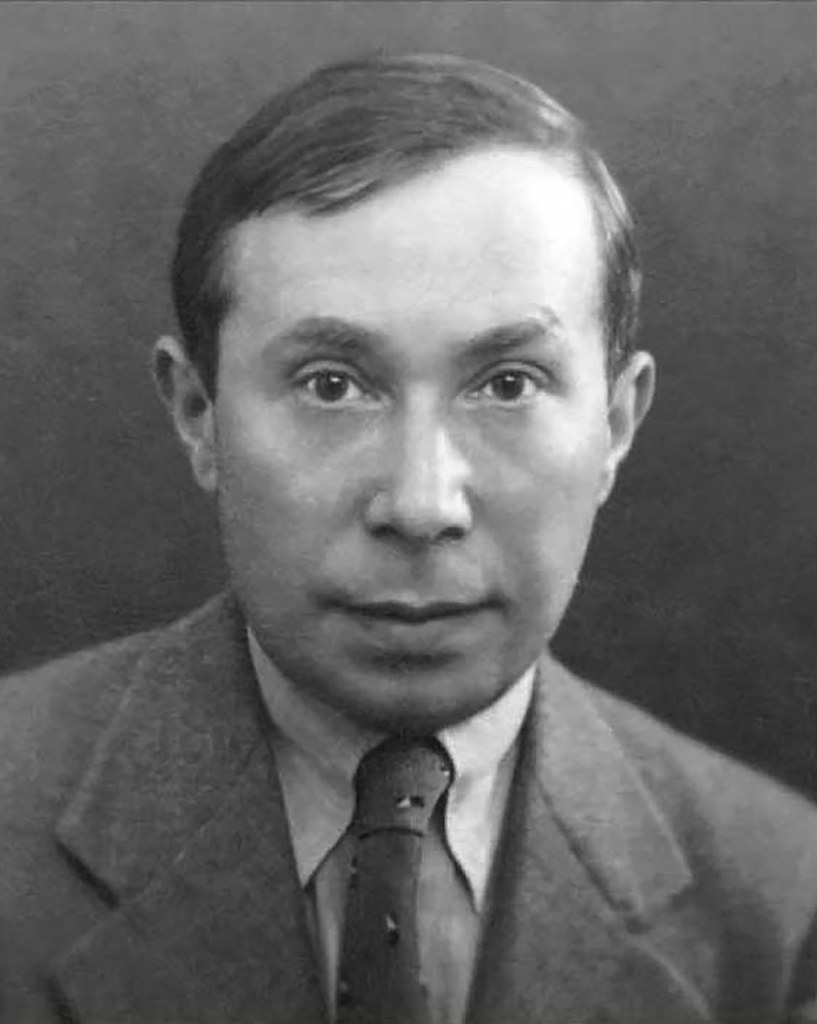
Leo Strauss (1939), philosophe spécialiste de philosophie politique.
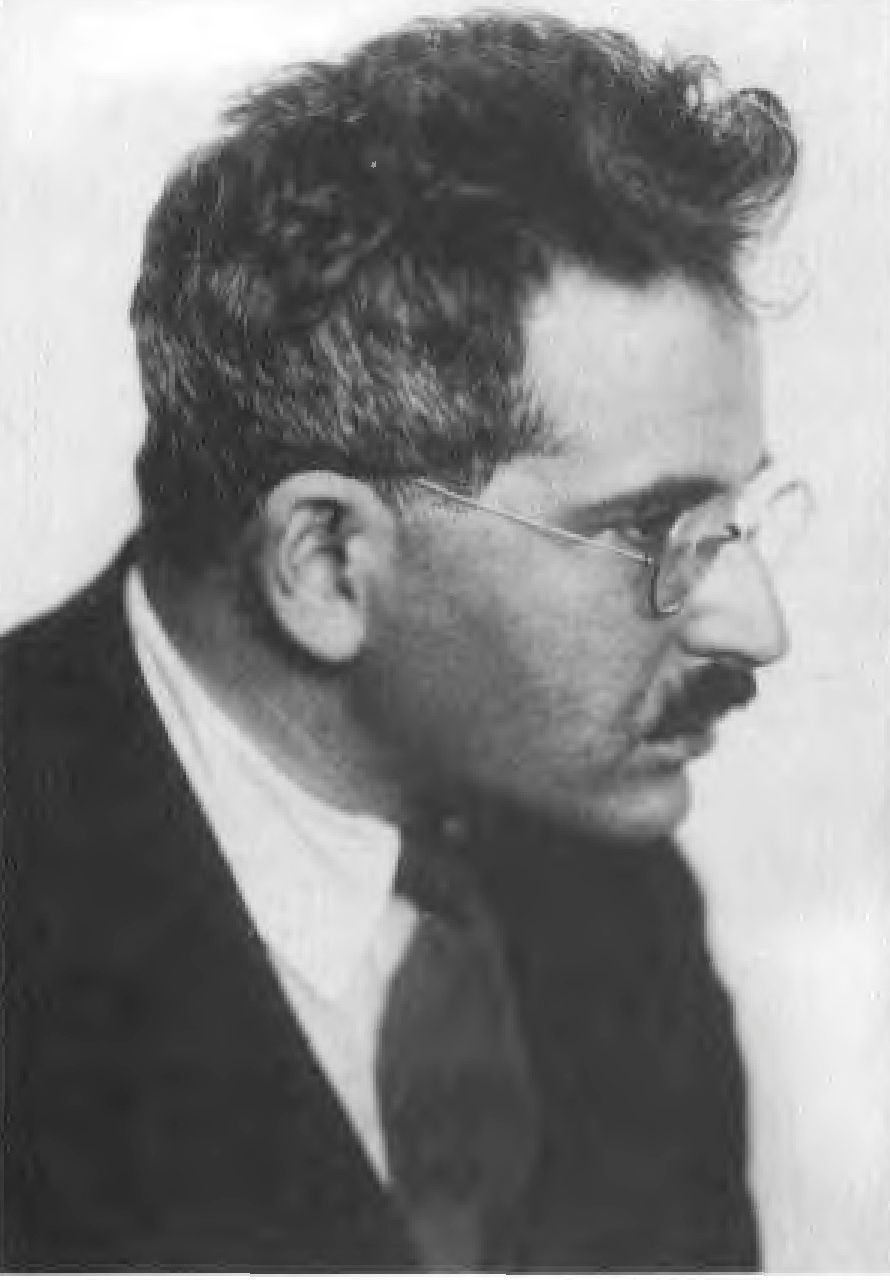
Walter Benjamin (1929), philosophe critique de la modernité.
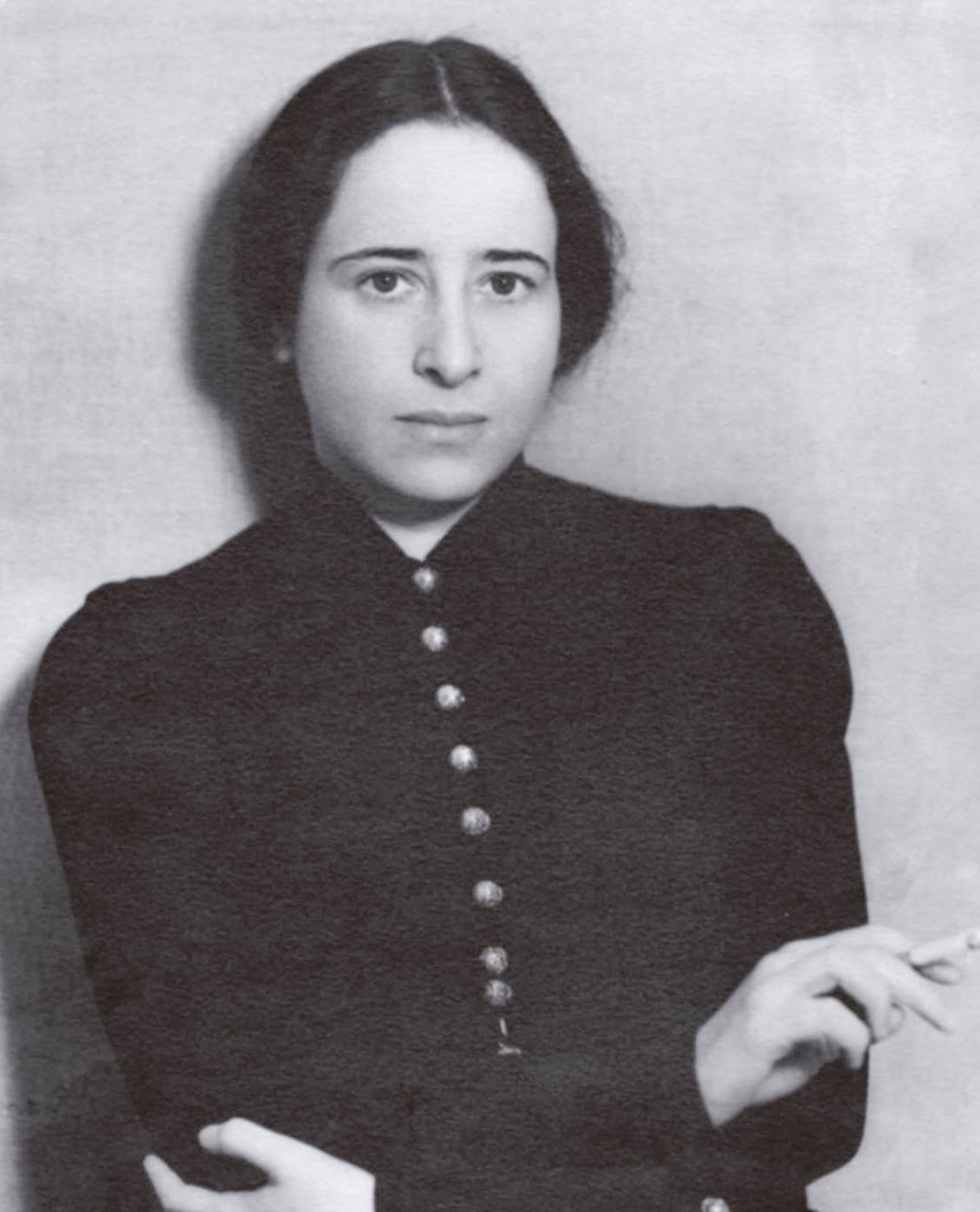
Hannah Arendt (1933), penseur de la politique.
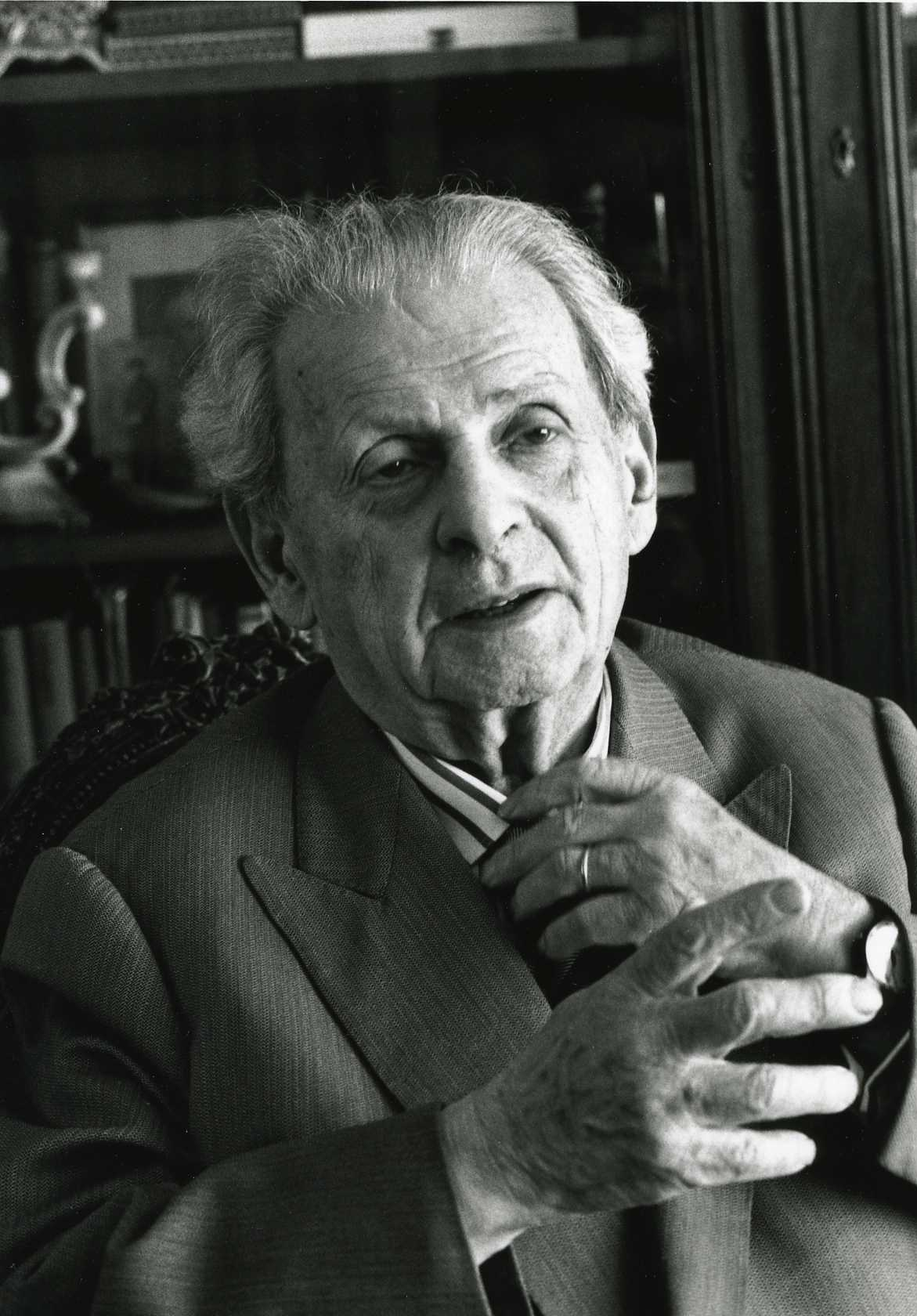
Emmanuel Levinas (1933), philosophe penseur de l'éthique.

## Œuvres

### Articles
- Miguel Abensour, « La philosophie politique de Saint-Just : Problématique et cadres sociaux », Annales historiques de la Révolution française, vol. 38e Année, no 183,‎ 1966a, p. 1-32 (lire en ligne )
- Miguel Abensour, « La philosophie politique de Saint-Just : Problématique et cadres sociaux (suite et fin) », Annales historiques de la Révolution française, vol. 38e Année, no 185,‎ 1966b, p. 341-358 (lire en ligne )
- [Abensour 1970] Miguel Abensour, « Pour lire Marx », Revue française de science politique, vol. XX, no 4,‎ 1970, p. 772-788 (lire en ligne )
- Miguel Abensour, « Marx : quelle critique de l'utopie ? », Lignes, no 17,‎ 1992, p. 43-65 (lire en ligne )
- Miguel Abensour, « Utopie et démocratie », Raison présente, no 121,‎ 1997, p. 29-41 (lire en ligne )
- Miguel Abensour, « Lettre d'un "révoltiste" à Marcel Gauchet converti à la "politique normale" », Réfractions, no 12,‎ 2004, p. 159-164 (lire en ligne )
- Miguel Abensour, « Du bon usage de l’hypothèse de la servitude volontaire ? », Réfractions, no 17,‎ 2006a, p. 65-84 (lire en ligne )
- [Abensour 2007] Miguel Abensour, « Philosophie politique, critique et émancipation ? » (Version augmentée d'une introduction), Lignes, nos 23-24,‎ 2007, p. 86-118 (lire en ligne )
- Miguel Abensour, « Spinoza et l’épineuse question de la servitude volontaire », Astérion, no 13,‎ 2015, non paginé (lire en ligne )
- Miguel Abensour, « La radicalité contre le progressisme : Rousseau – Adorno », dans Katia Genel (dir.), la Dialectique de la raison : Sous bénéfice d'inventaire, Paris, Éditions de la Maison des sciences de l’homme, coll. « Bibliothèque allemande », 2017 (lire en ligne ), p. 171-189

### Ouvrages
- Miguel Abensour, Hannah Arendt contre la philosophie politique ?, Paris, Sens & Tonka, 2006b
- [Abensour 2008a] Miguel Abensour, Lettre d'un "révoltiste" à Marcel Gauchet converti à la "politique normale", Paris, Sens & Tonka, 2008a
- [Abensour 2008b] Miguel Abensour et Louis Janover, Maximilien Rubel, pour redécouvrir Marx, Paris, Sens & Tonka, 2008b
- [Abensour 2009] Miguel Abensour, Pour une philosophie politique critique : Itinéraires, Paris, Sens & Tonka, 2009
- [Abensour 2012a] Miguel Abensour, La Démocratie contre l'État : Marx et le moment machiavélien, Paris, Félin, coll. « Le Félin Poche », 2012a
- [Abensour 2012b] Miguel Abensour, Emmanuel Levinas, l'intrigue de l'humain. Entre métapolitique et politique : Entretiens avec Danielle Cohen-Levinas, Paris, Hermann, coll. « Le Bel aujourd'hui », 2012b (lire en ligne )
- Miguel Abensour, Les passages Blanqui : Walter Benjamin entre mélancolie et révolution, Paris, Sens & Tonka, 2013a
- [Abensour 2013b] Miguel Abensour, De la compacité : Architectures et régimes totalitaires. Le cas Albert Speer, Paris, Sens & Tonka, 2013b
- série Utopiques :
  - Miguel Abensour, Le procès des maîtres rêveurs : Utopiques I (3e édition revue et augmentée), Paris, Sens & Tonka, 2013c
  - [Abensour 2013d] Miguel Abensour, L'homme est un animal utopique : Utopiques II (2e édition revue et augmentée), Paris, Sens & Tonka, 2013d
  - [Abensour 2016a] Miguel Abensour, L'Utopie de Thomas More à Walter benjamin : Utopiques III, Paris, Sens & Tonka, 2016a
  - [Abensour 2016b] Miguel Abensour, L'histoire de l'utopie et le destin de sa critique : Utopiques IV, Paris, Sens & Tonka, 2016b
  - [Abensour 2024c] Miguel Abensour, Le Nouvel Esprit utopique : Utopiques V, Paris, Sens & Tonka, 2024c
- [Abensour 2014a] Miguel Abensour, La Communauté politique des « tous uns ». Désir de liberté Désir d'utopie : Entretien avec Michel Enaudeau, Paris, Les Belles Lettres, 2014a
- Miguel Abensour et Valentin Pelosse, Libérer l'Enfermé : Auguste Blanqui, Paris, Sens & Tonka, 2014b
- Miguel Abensour, La Boétie prophète de la liberté, Paris, Sens & Tonka, coll. « Miguel Abensour », 2018
- [Abensour 2019a] Miguel Abensour, Le cœur de Brutus, Paris, Sens & Tonka, coll. « Miguel Abensour », 2019a
- Miguel Abensour, La lumière et la boue : Le Rouge et le Noir à l'ombre de 1793, Paris, Sens & Tonka, coll. « Miguel Abensour », 2019b
- [Abensour 2021] Miguel Abensour, Levinas, Paris, Sens & Tonka, coll. « Miguel Abensour », 2021
- Miguel Abensour, Le Contre Hobbes de Pierre Clastres, Paris, Sens & Tonka, coll. « Miguel Abensour », 2024a
- Miguel Abensour, De l'épineuse servitude volontaire, Paris, Sens & Tonka, coll. « Miguel Abensour », 2024b
- Miguel Abensour, Critique de la politique : Collection-manifeste, Paris, Klincksieck, coll. « Critique de la politique », 2025

### Documentation supplémentaire

#### Entretiens
- Miguel Abensour, Jacques Derrida, Daniel Dobbles, Élisabeth de Fontenay, Marie-Louise Mallet et Étienne Tassin, « Conversation autour du Collège international de philosophie », Lignes, no 35,‎ octobre 1998, p. 121-136 (lire en ligne )
- Sonia Dayan-Herzbrun, Anne Kupiec et Numa Murard, « L'homme est un animal utopique : Entretien avec Miguel Abensour », Mouvements, nos 45-46,‎ 2006, p. 71-86 (lire en ligne )
- Jean Birnbaum, « Machiavel : Entretien avec Miguel Abensour », Le Monde, no 19 663,‎ 11 avril 2008, p. 8 du cahier « Le Monde des livres » (lire en ligne )
- Stany Grelet, Jérôme Lèbre et Sophie Wahnich, « Insistances démocratiques : Entretien avec Miguel Abensour, Jean-Luc Nancy & Jacques Rancière », Vacarme, no 48,‎ mars 2009, p. 8-17 (lire en ligne )
- Sophie Wahnich, « Persistance de l'utopie : Entretien avec Miguel Abensour », Vacarme, no 53,‎ avril 2010, p. 34-37 (lire en ligne )
- Julie Clarini, « "Une biographie de la classe ouvrière" : Entretien avec Miguel Abensour et François Jarrige », Le Monde, no 20 905,‎ 6 avril 2012, p. 2 du « Dossier » (lire en ligne )
- Jean-Claude Poizat, « Entretien avec Miguel Abensour », Le Philosophoire, no 44,‎ 2015, p. 11-37 (lire en ligne )

#### Divers
- Miguel Abensour, « Contre la souveraineté de la philosophie sur la politique : La lecture arendtienne du mythe de la caverne » [vidéo] (Enregistrement d'une conférence, 45 minutes), sur Akadem, 2006 (consulté le 2 mars 2024)
- Laure Adler, « Hors-Champs : Miguel Abensour », 30 minutes (Entretien radiophonique), sur France Culture, 11 juillet 2016 (consulté le 2 mars 2024)